# Liste der Sächsisch-Preußischen Grenzsteine

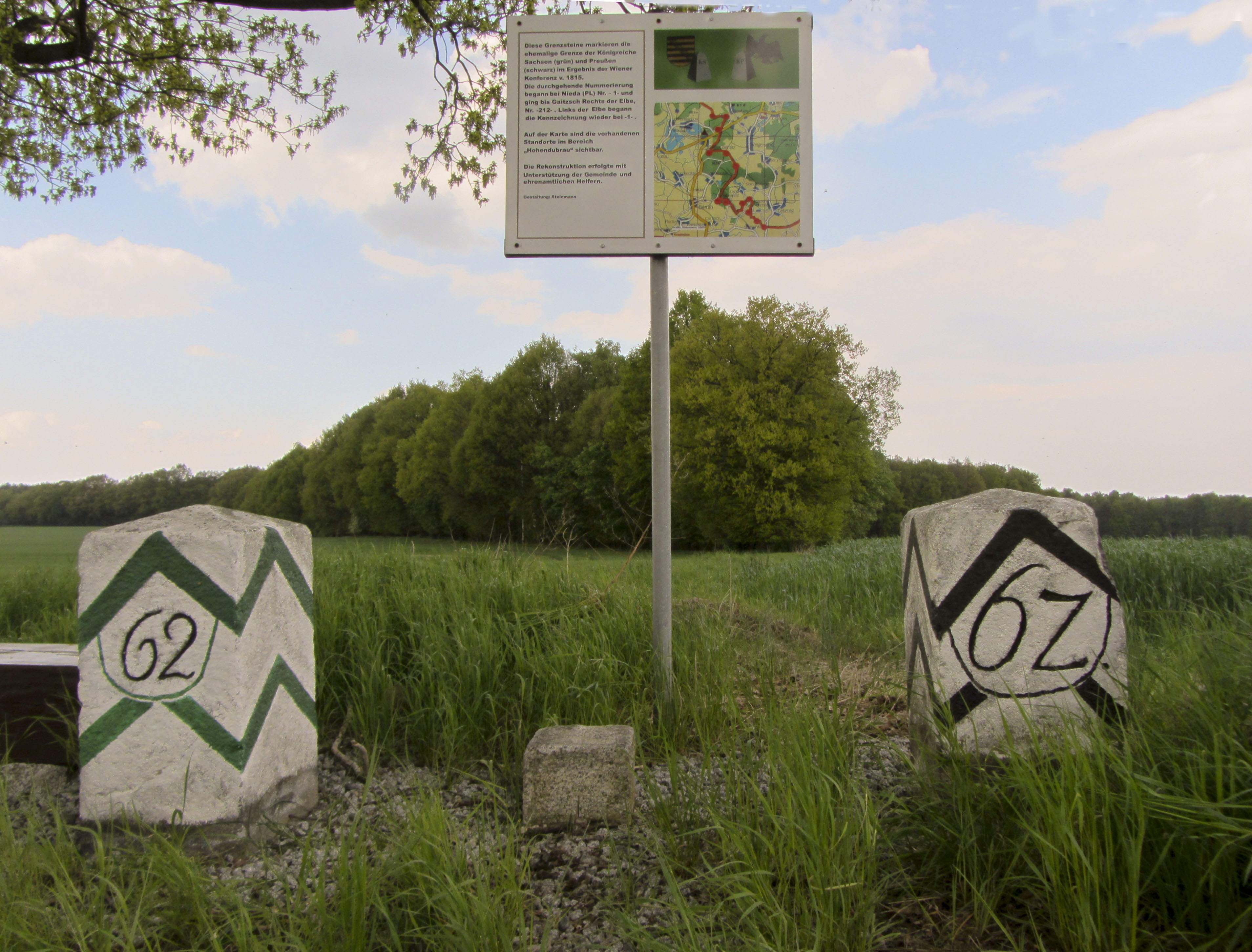
Grenzstein Nr. 62 mit Erläuterungstafel

Die Liste der Sächsisch-Preußischen Grenzsteine enthält die Sächsisch-Preußischen Grenzsteine, die infolge der Verschiebung der Landesgrenzen nach dem Wiener Kongress zur Markierung der neuen Grenze zwischen dem Königreich Sachsen und dem Königreich Preußen gesetzt wurden.
In der Denkmalliste des Freistaates Sachsen sind die Grenzsteine unter der Nr. 09305644 als Sachgesamtheit ausgewiesen. Die meisten Grenzsteine sind Einzeldenkmäler und werden in den einzelnen Ortsteilen der genannten Gemeinden aufgeführt (siehe Denkmallisten).
Diese Liste ist eine Teilliste der Liste der Kulturdenkmale in Sachsen.

## Historische Bedeutung
Die historische Bedeutung dieser Kulturdenkmale ist aus dem Denkmaltext des Landesamts für Denkmalpflege Sachsen ersichtlich: 
„Nach dem Ende der Herrschaft Napoleons wurden die Grenzen Europas auf dem Wiener Kongress vom 18. September 1814 bis zum 9. Juni 1815 neu festgelegt. Sachsen, das an der Seite Napoleons gekämpft hatte und somit zu den Unterlegenen gehörte, musste auf Beschluss der Siegermächte fast zwei Drittel seines Territoriums abtreten. Nahezu alle diese Gebiete wurden Preußen zugeteilt und gingen in der preußischen Provinz Sachsen auf. Die neue Grenze verlief – beginnend in Wittig (heute Wilka in Polen) am Fluss Wittig (heute Witka in Polen) quer durch die Oberlausitz, traf bei Strehla auf die Elbe, zog sich weiter westlich bis Schkeuditz und endete schließlich südlich von Leipzig an der heutigen Grenze zu Sachsen-Anhalt. Noch heute ist sie an der Teilung der Kirchenprovinzen Kirchenprovinz Sachsen und Kirchenprovinz Mark Brandenburg und der Landeskirche Sachsen nachvollziehbar.
Eine erste Markierung der neu geschaffenen Grenzlinie erfolgte bereits 1815 durch paarweise aufgestellte Holzpfähle. Die Abstände zwischen den Grenzzeichen waren nicht einheitlich, sondern nahmen Bezug auf örtliche Gegebenheiten wie Gräben, Flüsse oder Fahrwege und variierten zwischen 200 und 4350 Metern. Ab 1828 ersetzte man die hölzernen Grenzpfähle sukzessive durch wesentlich solidere Grenzsteine, deren Gestaltung auf preußische Entwürfe zurückgeht und die als Pilare (spanisch „Säule“) bezeichnet werden. Insgesamt können vier Arten von Grenzsteinen unterschieden werden. Sie sind von Ost nach West nummeriert, wobei die Zählung an der Elbe neu beginnt (rechtselbisch Grenzsteine Nummer 1 – 212, linkselbisch Nummer 1 – 76). Östlich der Elbe sind die Steine zwischen Nummer 1 und Nummer 82 zunächst als Granitquaderpaar ausgebildet, zwischen denen ein Läuferstein den genauen Grenzverlauf markiert. Von Nummer 82 bis 148 stehen Pyramidenstümpfe direkt auf der Grenzlinie. Danach wechseln die Formen unsystematisch zwischen schlanken Sandsteinstelen und Pyramidenstümpfen mit Plinthen. Wesentliche Erkenntnisse zum Verlauf der ehemaligen sächsisch-preußischen Grenze haben mehrere ehrenamtliche Heimatforscher zusammengetragen.
Die Denkmaleigenschaft der Sächsisch-Preußischen Grenzsteine ergibt sich aus ihrer geschichtlichen Bedeutung, sie erinnern an ein für Sachsens Geschichte einschneidendes Ereignis. Das öffentliche Erhaltungsinteresse begründet sich aus der großen Aufmerksamkeit, welche einzelne Personen, Gruppen und Kommunen diesen steinernen Zeugnissen der Historie entgegenbringen. Mittlerweile sind mehrere Publikationen erschienen, liegt eine umfänglichere Dokumentation vor und wurden mindestens an einem Abschnitt der einstigen Grenze sogar Beschilderungen aufgestellt (LfD/2014)“. 

## Liste der Sächsisch-Preußischen Grenzsteine
Diese Liste enthält Einzeldenkmale, die denkmalpflegerisch zur Sachgesamtheit Sächsisch-Preußische Grenzsteine gehören. Diese Sachgesamtheit ist von vermessungsgeschichtlicher und landesgeschichtlicher Bedeutung als Zeitdokument der historischen Grenzziehung zwischen Sachsen und Preußen nach dem Wiener Kongress. 
Für die in der Liste fehlenden Nummern existieren die Grenzsteine nicht mehr oder sind nicht mehr auffindbar.
Zwischen den einzelnen Grenzsteinen (Pilaren) befinden sich sogenannte Läufersteine. Diese sind nummeriert, kleiner als die Grenzsteine und dienen als Zwischenmarkierung der Orientierung über den Grenzverlauf.

### Rechtselbische Grenzsteine
| Bild                                           | Bezeichnung                                                | Lage                                                                                          | Beschreibung | ID       |
| ---------------------------------------------- | ---------------------------------------------------------- | --------------------------------------------------------------------------------------------- | --- | -------- |
| Direkt Bild zu diesem Denkmal hochladen        | Sächsisch-Preußische Grenzsteine (Sachgesamtheit)          | Ostritz, Ortsteil Leuba                                                                       | Sachgesamtheit Sächsisch-Preußische Grenzsteine – vermessungsgeschichtlich und landesgeschichtlich von Bedeutung als Zeitdokument der historischen Grenzziehung zwischen Sachsen und Preußen nach dem Wiener Kongress 1815. Sie umfasst die rechtselbischen Grenzsteine Nummer 1–212 und die linkselbischen Grenzsteine Nummer 1–76. Die erhaltenen Steine Nr. 2, Nr. 3 und Nr. 6 befinden sich heute auf polnischem Territorium.                                                                                               | 09305644 |
| Pilar Nr. 1                                    | Pilar Nr. 1                                                | Polen, Sulików (Karte)                                                                        | |          |
| Pilar Nr. 2                                    | Pilar Nr. 2                                                | Polen                                                                                         | Erhalten, zeitweise hinter dem Lausitzer Museum in Zgorzelec gelagert, Verbleib unklar |          |
| Pilar Nr. 3                                    | Pilar Nr. 3                                                | Polen, Zgorzelec, Ortsteil Radomierzyce (Karte)                                               | Der sächsische Grenzstein wurde während der Leerung des Witka-Stausees aufgrund des Neubaus des Witka-Staudammes entfernt. Verbleib unklar |          |
| BW                                             | Pilar Nr. 4                                                | Polen (Karte)                                                                                 | Nicht mehr auffindbar |          |
| BW                                             | Pilar Nr. 5                                                | Polen (Karte)                                                                                 | Nicht mehr auffindbar |          |
| Pilar Nr. 6                                    | Pilar Nr. 6                                                | Polen, Zgorzelec, Ortsteil Radomierzyce (Karte)                                               | |          |
| Weitere Bilder                                 | Pilar Nr. 7                                                | Görlitz, Ortsteil Hagenwerder (Karte)                                                         | Bruchstück des preußischen Pilars, die Zahl „7“ ist noch deutlich zu erkennen, Farbreste (ehemals gezackte Bemalung in den Landesfarben schwarz-weiß) sind nicht mehr vorhanden. Der Pilar wurde aufgrund des Tagebaus Hagenwerder an seinen jetzigen Standort etwas weiter nördlich versetzt. Es ist der erste Pilar des sächsisch-preußischen Grenzzeichnungssystems ab 1815 auf deutschem Gebiet. | 09300817 |
| BW                                             | Pilar Nr. 8                                                | Ostritz, Ortsteil Leuba (Karte)                                                               | Nicht mehr auffindbar |          |
| Pilarpaar Nr. 9                                | Pilarpaar Nr. 9                                            | Ostritz, Ortsteil Leuba (Karte)                                                               | Zwei Granitquader (42 × 42 cm) mit Nummer 9 und Landeskürzel, je einer auf sächsischer („KS“, Königreich Sachsen) und preußischer Seite („KP“, Königreich Preußen) mit dazwischen befindlichem Läuferstein, über den die Grenzlinie verläuft; farbig mit gezackten Bordüren gefasst (KS – grün-weiß, KP – schwarz-weiß). Erstes erhaltenes Pilarpaar auf deutschem Gebiet ist Pilarpaar Nr. 9 (rechtselbisch). | 09305643 |
| BW                                             | Pilar Nr. 10                                               | Ostritz, Ortsteil Leuba (Karte)                                                               | Nicht mehr auffindbar |          |
| Pilarpaar Nr. 11                               | Pilarpaar Nr. 11                                           | Ostritz, Ortsteil Leuba (Karte)                                                               | Zwei Granitquader (42 × 42 cm) mit Nummer 11 und Landeskürzel, je einer auf sächsischer („KS“, Königreich Sachsen) und preußischer Seite („KP“, Königreich Preußen) mit dazwischen befindlichem Läuferstein, über den die Grenzlinie verläuft; farbig mit gezackten Bordüren gefasst (KS – grün-weiß, KP – schwarz-weiß). | 09305404 |
| BW                                             | Pilar Nr. 12                                               | Ostritz, Ortsteil Leuba (Karte)                                                               | Nicht mehr auffindbar |          |
| BW                                             | Pilar Nr. 13                                               | Ostritz, Ortsteil Leuba (Karte)                                                               | Nicht mehr auffindbar |          |
| BW                                             | Pilar Nr. 14                                               | Görlitz, Ortsteil Tauchritz (Karte)                                                           | Nicht mehr auffindbar |          |
| Weitere Bilder                                 | Pilarpaar Nr. 15                                           | Görlitz, Ortsteil Hagenwerder (Karte)                                                         | Hinter der Wassermühle Tauchritz am "Gut am See" südlich des Berzdorfer See (auf Privatgrundstück) | 09305405 |
| BW                                             | Pilar Nr. 16                                               | Görlitz, Ortsteil Hagenwerder (Karte)                                                         | Nicht mehr auffindbar |          |
| Pilar Nr. 17                                   | Pilar Nr. 17                                               | Görlitz, Ortsteil Tauchritz (Karte)                                                           | Der ehemalige Standort des Steines liegt heute im Berzdorfer See, er wurde im Wald südwestlich davon neu aufgestellt. | 09305406 |
| BW                                             | Pilar Nr. 18                                               | Görlitz, Ortsteil Deutsch Ossig (Karte)                                                       | Nicht mehr auffindbar |          |
| BW                                             | Pilar Nr. 19                                               | Markersdorf, Ortsteil Jauernick-Buschbach (Karte)                                             | Nicht mehr auffindbar |          |
| BW                                             | Pilar Nr. 20                                               | Markersdorf, Ortsteil Jauernick-Buschbach (Karte)                                             | Nicht mehr auffindbar |          |
| Pilarpaar Nr. 21 sowie ein Läuferstein         | Pilarpaar Nr. 21 sowie ein Läuferstein                     | Markersdorf, Ortsteil Friedersdorf (Karte)                                                    | Zwei Granitquader (42 × 42 cm) mit Nummer 21 und Landeskürzel, je einer auf sächsischer („KS“, Königreich Sachsen) und preußischer Seite („KP“, Königreich Preußen) mit dazwischen befindlichem Läuferstein, über den die Grenzlinie verläuft; farbig mit gezackten Bordüren gefasst (KS – grün-weiß, KP – schwarz-weiß) Das Pilarpaar Nr. 21 steht heute (seit den 1990er Jahren) am ehemaligen Standort des Pilarpaares Nr. 22, das durch den Braunkohletagebau verschollen ist.                                              | 09273875 |
| BW                                             | Pilarpaar Nr. 22                                           | Markersdorf, Ortsteil Friedersdorf (Karte)                                                    | Durch den Braunkohletagebau verschollen, am ehemaligen Standort steht heute Pilarpaar Nr. 21. |          |
| Pilarpaar Nr. 23 sowie 17 Läufersteine         | Pilarpaar Nr. 23 sowie 17 Läufersteine                     | Schönau-Berzdorf a. d. Eigen (Karte)                                                          | Zwei Granitquader (42 × 42 cm) mit Nummer 23 und Landeskürzel, je einer auf sächsischer („KS“,Königreich Sachsen) und preußischer Seite („KP“, Königreich Preußen) mit 17 dazwischen befindlichen Läufersteinen, über die die Grenzlinie verläuft; farbig mit gezackten Bordüren gefasst (KS – grün-weiß, KP – schwarz-weiß). | 09305561 |
| Pilarpaar Nr. 24 sowie 11 Läufersteine         | Pilarpaar Nr. 24 sowie 11 Läufersteine                     | Markersdorf, Ortsteil Friedersdorf (Karte)                                                    | | 09305407 |
| Pilarpaar Nr. 25 sowie 19 Läufersteine         | Pilarpaar Nr. 25 sowie 19 Läufersteine                     | Bernstadt a. d. Eigen, Ortsteil Altbernsdorf (Karte)                                          | | 09305408 |
| Pilarpaar Nr. 26 sowie zwei Läufersteine       | Pilarpaar Nr. 26 sowie zwei Läufersteine                   | Markersdorf, Deutsch-Paulsdorf (Karte)                                                        | | 09305411 |
| Preußischer Pilar Nr. 27 sowie 13 Läufersteine | Preußischer Pilar Nr. 27 sowie 13 Läufersteine             | Bernstadt a. d. Eigen, Ortsteil Altbernsdorf (Karte)                                          | | 09305412 |
| Pilarpaar Nr. 28 sowie drei Läufersteine       | Pilarpaar Nr. 28 sowie drei Läufersteine                   | Bernstadt a. d. Eigen, Ortsteil Altbernsdorf (Karte)                                          | | 09305413 |
| Pilarpaar Nr. 29 sowie drei Läufersteine       | Pilarpaar Nr. 29 sowie drei Läufersteine                   | Markersdorf, Ortsteil Deutsch Paulsdorf (Karte)                                               | | 09305414 |
| Pilar Nr. 30                                   | Pilar Nr. 30                                               | Markersdorf, Ortsteil Deutsch Paulsdorf (Karte)                                               | | 09305415 |
| Pilarpaar Nr. 31 mit einem Läuferstein         | Pilarpaar Nr. 31 mit einem Läuferstein                     | Markersdorf, Ortsteil Deutsch Paulsdorf, Am Spitzberg (300 m südlich des Ortsendes) (Karte)   | | 09305416 |
| Pilarpaar Nr. 32 mit 9 Läufersteinen           | Pilarpaar Nr. 32 mit 9 Läufersteinen                       | Markersdorf, Ortsteil Deutsch-Paulsdorf, Am Spitzberg 29 (neben) (südliches Ortsende) (Karte) | | 09305417 |
| Pilarpaar Nr. 33 mit drei Läufersteinen        | Pilarpaar Nr. 33 mit drei Läufersteinen                    | Reichenbach/O.L., Ortsteil Sohland (Karte)                                                    | | 09305419 |
| Pilar Nr. 34                                   | Pilar Nr. 34                                               | Reichenbach/O.L., Ortsteil Sohland (Karte)                                                    | | 09305420 |
| Pilarpaar Nr. 35 sowie ein Läuferstein         | Pilarpaar Nr. 35 sowie ein Läuferstein                     | Markersdorf, Ortsteil Deutsch-Paulsdorf (Karte)                                               | | 09305421 |
| Pilarpaar Nr. 36 sowie zehn Läufersteine       | Pilarpaar Nr. 36 sowie zehn Läufersteine                   | Markersdorf, Ortsteil Deutsch-Paulsdorf (Karte)                                               | | 09305422 |
| Pilarpaar Nr. 37 sowie 10 Läufersteine         | Pilarpaar Nr. 37 sowie 10 Läufersteine                     | Reichenbach/O.L., Ortsteil Sohland (Karte)                                                    | | 09305423 |
| Pilarpaar Nr. 38                               | Pilarpaar Nr. 38                                           | Reichenbach/O.L., Ortsteil Sohland, Trebe 57a (Karte)                                         | | 09305424 |
| Pilarpaar Nr. 39                               | Pilarpaar Nr. 39                                           | Reichenbach/O.L., Oehlisch 1 (bei) (Karte)                                                    | | 09305425 |
| Pilar Nr. 40                                   | Pilar Nr. 40                                               | Reichenbach/O.L., An der Schanze (Karte)                                                      | | 09305426 |
| Weitere Bilder                                 | Pilarpaar Nr. 41                                           | Reichenbach/O.L., Ortsteil Meuselwitz, An der Schanze (Karte)                                 | | 09305418 |
| Pilarpaar Nr. 42 sowie ein Läuferstein         | Pilarpaar Nr. 42 sowie ein Läuferstein                     | Reichenbach/O.L., Ortsteil Meuselwitz, An der Schanze (Karte)                                 | | 09305427 |
| Pilarpaar Nr. 43 sowie sieben Läufersteine     | Pilarpaar Nr. 43 sowie sieben Läufersteine                 | Reichenbach/O.L., Ortsteil Meuselwitz, An der Schanze 29 (bei) (Karte)                        | | 09305428 |
| Pilarpaar Nr. 44 sowie zwei Läufersteine       | Pilarpaar Nr. 44 sowie zwei Läufersteine                   | Reichenbach/O.L., Ortsteil Meuselwitz (Karte)                                                 | | 09305429 |
| Pilarpaar Nr. 45                               | Pilarpaar Nr. 45                                           | Löbau, Ortsteil Kleinradmeritz (Karte)                                                        | | 09305430 |
| Pilarpaar Nr. 46                               | Pilarpaar Nr. 46                                           | Reichenbach/O.L., Ortsteil Meuselwitz (Karte)                                                 | | 09305431 |
| Weitere Bilder                                 | Pilarpaar Nr. 47                                           | Löbau, Glossen (Karte)                                                                        | | 09305432 |
| Weitere Bilder                                 | Preußischer Pilar Nr. 48                                   | Reichenbach/O.L., Ortsteil Meuselwitz, Melauner Straße 72 (Karte)                             | | 09305433 |
| Pilarpaar Nr. 49                               | Pilarpaar Nr. 49                                           | Vierkirchen, Ortsteil Melaune (Karte)                                                         | | 09305434 |
| Weitere Bilder                                 | Pilarpaar Nr. 50 sowie ein Läuferstein                     | Vierkirchen, Ortsteil Melaune (Karte)                                                         | | 09305435 |
| Pilarpaar Nr. 51 sowie ein Läuferstein         | Pilarpaar Nr. 51 sowie ein Läuferstein                     | Vierkirchen, Ortsteil Melaune (Karte)                                                         | | 09305436 |
| Weitere Bilder                                 | Preußischer Pilar des Pilarpaares Nr. 52 sowie Läuferstein | Vierkirchen, Ortsteil Buchholz (Karte)                                                        | | 09305437 |
| Preußischer Pilar Nr. 53                       | Preußischer Pilar Nr. 53                                   | Weißenberg, Ortsteil Maltitz (Karte)                                                          | | 09305438 |
| Pilarpaar Nr. 54 sowie ein Läuferstein         | Pilarpaar Nr. 54 sowie ein Läuferstein                     | Vierkirchen, Ortsteil Buchholz (Karte)                                                        | | 09305439 |
| Pilarpaar Nr. 55 sowie ein Läuferstein         | Pilarpaar Nr. 55 sowie ein Läuferstein                     | Vierkirchen, Ortsteil Buchholz (Karte)                                                        | | 09305440 |
| Pilarpaar Nr. 56 sowie sechs Läufersteine      | Pilarpaar Nr. 56 sowie sechs Läufersteine                  | Weißenberg (Karte)                                                                            | | 09305445 |
| Pilarpaar Nr. 57 sowie ein Läuferstein         | Pilarpaar Nr. 57 sowie ein Läuferstein                     | Vierkirchen, Ortsteil Buchholz (Karte)                                                        | | 09305446 |
| Pilarpaar Nr. 58                               | Pilarpaar Nr. 58                                           | Hohendubrau (Karte)                                                                           | Die originalen Steine gingen während des Baus des Autobahnparkplatzes "Am Wacheberg" verloren, es wurde eine Nachbildung aufgestellt. |          |
| Pilarpaar Nr. 59 sowie sechs Läufersteine      | Pilarpaar Nr. 59 sowie sechs Läufersteine                  | Hohendubrau, Ortsteil Gebelzig (Karte)                                                        | | 09305447 |
| Pilarpaar Nr. 60 sowie ein Läuferstein         | Pilarpaar Nr. 60 sowie ein Läuferstein                     | Hohendubrau, Ortsteil Gebelzig (Karte)                                                        | | 09305448 |
| Weitere Bilder                                 | Pilarpaar Nr. 61 sowie vier Läufersteine                   | Weißenberg, Ortsteil Wuischke (Karte)                                                         | | 09305562 |
| Pilarpaar Nr. 62 sowie 29 Läufersteine         | Pilarpaar Nr. 62 sowie 29 Läufersteine                     | Hohendubrau, Ortsteil Gebelzig (Karte)                                                        | | 09305563 |
| Pilarpaar Nr. 63 sowie 11 Läufersteine         | Pilarpaar Nr. 63 sowie 11 Läufersteine                     | Weißenberg, Gröditz (Karte)                                                                   | | 09305564 |
| Pilarpaar Nr. 64 sowie 13 Läufersteine         | Pilarpaar Nr. 64 sowie 13 Läufersteine                     | Hohendubrau, Ortsteil Gebelzig (Karte)                                                        | | 09305565 |
| Pilarpaar Nr. 65 sowie sechs Läufersteine      | Pilarpaar Nr. 65 sowie sechs Läufersteine                  | Weißenberg, Ortsteil Cortnitz (Karte)                                                         | | 09305566 |
| Pilarpaar Nr. 66 sowie 17 Läufersteine         | Pilarpaar Nr. 66 sowie 17 Läufersteine                     | Weißenberg, Ortsteil Cortnitz (Karte)                                                         | | 09305567 |
| Pilarpaar Nr. 67 sowie 15 Läufersteine         | Pilarpaar Nr. 67 sowie 15 Läufersteine                     | Malschwitz, Ortsteil Baruth (Karte)                                                           | | 09305568 |
| Pilarpaar Nr. 68 sowie 14 Läufersteine         | Pilarpaar Nr. 68 sowie 14 Läufersteine                     | Hohendubrau, Ortsteil Weigersdorf (Karte)                                                     | | 09269162 |
| Pilarpaar Nr. 69 sowie 13 Läufersteine         | Pilarpaar Nr. 69 sowie 13 Läufersteine                     | Malschwitz, Ortsteil Kleinsaubernitz (Karte)                                                  | Zwei Granitquader (42 × 42 cm) mit Nummer 69 und Landeskürzel, je einer auf sächsischer („KS“, Königreich Sachsen) und preußischer Seite („KP“, Königreich Preußen) mit 13 dazwischen befindlichen Läufersteinen, über die die Grenzlinie verläuft. Farbfassung (gezackte Bordüren, KS – grün-weiß, KP – schwarz-weiß) ist nicht mehr vorhanden. | 09305570 |
| Pilarpaar Nr. 70 sowie 12 Läufersteine         | Pilarpaar Nr. 70 sowie 12 Läufersteine                     | Malschwitz, Ortsteil Kleinsaubernitz (Karte)                                                  | Zwei Granitquader (42 × 42 cm) mit Nummer 70 und Landeskürzel, je einer auf sächsischer („KS“, Königreich Sachsen) und preußischer Seite („KP“, Königreich Preußen) mit 12 dazwischen befindlichen Läufersteinen, über die die Grenzlinie verläuft. Farbfassung (gezackte Bordüren, KS – grün-weiß, KP – schwarz-weiß) ist nicht mehr vorhanden. Neben dem Pilarpaar steht ein Viertelmeilenstein. | 09305571 |
| Pilarpaar Nr. 71 sowie 12 Läufersteine         | Pilarpaar Nr. 71 sowie 12 Läufersteine                     | Malschwitz, Ortsteil Kleinsaubernitz (Karte)                                                  | Zwei Granitquader (42 × 42 cm) mit Nummer 71 und Landeskürzel, je einer auf sächsischer („KS“, Königreich Sachsen) und preußischer Seite („KP“, Königreich Preußen) mit 12 dazwischen befindlichen Läufersteinen, über die die Grenzlinie verläuft. Farbfassung (gezackte Bordüren, KS – grün-weiß, KP – schwarz-weiß) ist nicht mehr vorhanden. Zwischen den Pilaren verläuft die Kreisgrenze Görlitz (Hohendubrau/Weigersdorf) – Bautzen (Malschwitz/Guttau).                                                                 | 09305572 |
| Pilarpaar Nr. 72                               | Pilarpaar Nr. 72                                           | Malschwitz, Ortsteil Kleinsaubernitz (Karte)                                                  | Zwei Granitquader (42 × 42 cm) mit Nummer 72 und Landeskürzel, je einer auf sächsischer („KS“, Königreich Sachsen) und preußischer Seite („KP“, Königreich Preußen) mit dazwischen befindlichem Läuferstein, über den die Grenzlinie verläuft. Farbig mit gezackten Bordüren gefasst (KS – grün-weiß, KP – schwarz-weiß), Farbfassung ist stark verblasst. Zwischen den Pilaren verläuft die Kreisgrenze Görlitz (Hohendubrau/Weigersdorf) – Bautzen (Malschwitz/Guttau).                                                       | 09305573 |
| Pilarpaar Nr. 73 sowie 14 Läufersteine         | Pilarpaar Nr. 73 sowie 14 Läufersteine                     | Malschwitz, Ortsteil Wartha (Karte)                                                           | Zwei Granitquader (42 × 42 cm) mit Nummer 73 und Landeskürzel, je einer auf sächsischer („KS“, Königreich Sachsen) und preußischer Seite („KP“, Königreich Preußen) mit 14 dazwischen befindlichen Läufersteinen, über die die Grenzlinie verläuft. Farbfassung (gezackte Bordüren, KS – grün-weiß, KP – schwarz-weiß) ist nicht mehr vorhanden. | 09305574 |
| Pilarpaar Nr. 74 sowie 18 Läufersteine         | Pilarpaar Nr. 74 sowie 18 Läufersteine                     | Malschwitz, Ortsteil Halbendorf/Spree (Karte)                                                 | Zwei Granitquader (42 × 42 cm) mit Nummer 74 und Landeskürzel, je einer auf sächsischer („KS“, Königreich Sachsen) und preußischer Seite („KP“, Königreich Preußen) mit 18 dazwischen befindlichen Läufersteinen, über die die Grenzlinie verläuft. Farbfassung (gezackte Bordüren, KS – grün-weiß, KP – schwarz-weiß) ist nicht mehr vorhanden. | 09305575 |
| Pilarpaar Nr. 75 sowie 21 Läufersteine         | Pilarpaar Nr. 75 sowie 21 Läufersteine                     | Boxberg/O.L., Ortsteil Klitten (Karte)                                                        | Zwei Granitquader (42 × 42 cm) mit Nummer 75 und Landeskürzel, je einer auf sächsischer („KS“, Königreich Sachsen) und preußischer Seite („KP“, Königreich Preußen) mit 21 dazwischen befindlichen Läufersteinen, über die die Grenzlinie verläuft. Farbfassung (gezackte Bordüren, KS – grün-weiß, KP – schwarz-weiß) ist nicht mehr vorhanden. | 09305576 |
| Pilarpaar Nr. 76 sowie 17 Läufersteine         | Pilarpaar Nr. 76 sowie 17 Läufersteine                     | Boxberg/O.L., Ortsteil Klitten (Karte)                                                        | Zwei Granitquader (42 × 42 cm) mit Nummer 76 und Landeskürzel, je einer auf sächsischer („KS“, Königreich Sachsen) und preußischer Seite („KP“, Königreich Preußen) mit 17 dazwischen befindlichen Läufersteinen, über die die Grenzlinie verläuft. Farbfassung (gezackte Bordüren, KS – grün-weiß, KP – schwarz-weiß) 2009 rekonstruiert. | 09305577 |
| Pilarpaar Nr. 77 sowie 15 Läufersteine         | Pilarpaar Nr. 77 sowie 15 Läufersteine                     | Malschwitz, Ortsteil Guttau (Karte)                                                           | Zwei Granitquader (42 × 42 cm) mit Nummer 77 und Landeskürzel, je einer auf sächsischer („KS“, Königreich Sachsen) und preußischer Seite („KP“, Königreich Preußen) mit 15 dazwischen befindlichen Läufersteinen, über die die Grenzlinie verläuft. Farbfassung (gezackte Bordüren, KS – grün-weiß, KP – schwarz-weiß) 2009 rekonstruiert. | 09305578 |
| Pilarpaar Nr. 78 sowie 11 Läufersteine         | Pilarpaar Nr. 78 sowie 11 Läufersteine                     | Boxberg/O.L., Ortsteil Klitten (Karte)                                                        | Zwei Granitquader (42 × 42 cm) mit Nummer 78 und Landeskürzel, je einer auf sächsischer („KS“, Königreich Sachsen) und preußischer Seite („KP“, Königreich Preußen) mit elf dazwischen befindlichen Läufersteinen, über die die Grenzlinie verläuft. Farbfassung (gezackte Bordüren, KS – grün-weiß, KP – schwarz-weiß) nicht erhalten. | 09305579 |
| Pilarpaar Nr. 79 sowie 24 Läufersteine         | Pilarpaar Nr. 79 sowie 24 Läufersteine                     | Malschwitz, Ortsteil Guttau (Karte)                                                           | Zwei Granitquader (42 × 42 cm) mit Nummer 79 und Landeskürzel, je einer auf sächsischer („KS“, Königreich Sachsen) und preußischer Seite („KP“, Königreich Preußen) mit 24 dazwischen befindlichen Läufersteinen, über die die Grenzlinie verläuft. Farbfassung (gezackte Bordüren, KS – grün-weiß, KP – schwarz-weiß) nicht erhalten. | 09305580 |
| Pilarpaar Nr. 80 sowie 17 Läufersteine         | Pilarpaar Nr. 80 sowie 17 Läufersteine                     | Malschwitz, Ortsteil Guttau (Karte)                                                           | Zwei Granitquader (42 × 42 cm) mit Nummer 80 und Landeskürzel, je einer auf sächsischer („KS“, Königreich Sachsen) und preußischer Seite („KP“, Königreich Preußen) mit 17 dazwischen befindlichen Läufersteinen, über die die Grenzlinie verläuft. Farbfassung (gezackte Bordüren, KS – grün-weiß, KP – schwarz-weiß) nicht erhalten. | 09305581 |
| Pilarpaar Nr. 81 sowie 13 Läufersteine         | Pilarpaar Nr. 81 sowie 13 Läufersteine                     | Malschwitz, Ortsteil Lieske (Karte)                                                           | Zwei Granitquader (42 × 42 cm) mit Nummer 81 und Landeskürzel, je einer auf sächsischer („KS“, Königreich Sachsen) und preußischer Seite („KP“, Königreich Preußen) mit 13 dazwischen befindlichen Läufersteinen, über die die Grenzlinie verläuft; farbig mit gezackten Bordüren gefasst (KS – grün-weiß, KP – schwarz-weiß). | 09305582 |
| Pilar Nr. 82 sowie sieben Läufersteine         | Pilar Nr. 82 sowie sieben Läufersteine                     | Malschwitz, Ortsteil Lieske (Karte)                                                           | Pyramidenstumpf (Grundmaß 53 × 53 cm) aus Granit mit Plinthe und gegenüberliegend eingemeißelter Nummer 82 und Landeskürzel direkt auf der Grenzlinie; zugehörig sieben Läufersteine in unregelmäßigen Abständen auf der Grenzlinie. | 09305583 |
| Pilar Nr. 83 sowie sechs Läufersteine          | Pilar Nr. 83 sowie sechs Läufersteine                      | Malschwitz, Ortsteil Lieske (Karte)                                                           | Pyramidenstumpf (Grundmaß 53 × 53 cm) aus Granit mit gegenüberliegend eingemeißelter Nummer 83 und Landeskürzel K.P./ K.S. direkt auf der Grenzlinie; zugehörig sechs Läufersteine in unregelmäßigen Abständen auf der Grenzlinie. | 09305584 |
| Pilar Nr. 84 sowie zehn Läufersteine           | Pilar Nr. 84 sowie zehn Läufersteine                       | Malschwitz, Ortsteil Lieske (Karte)                                                           | Pyramidenstumpf (Grundmaß 53 × 53 cm) aus Granit mit gegenüberliegend eingemeißelter Nummer 84 und Landeskürzel K.P./ K.S. direkt auf der Grenzlinie; zugehörig 10 Läufersteine in unregelmäßigen Abständen auf der Grenzlinie. | 09305585 |
| Pilar Nr. 85 sowie 18 Läufersteine             | Pilar Nr. 85 sowie 18 Läufersteine                         | Großdubrau, Ortsteil Göbeln (Karte)                                                           | Pyramidenstumpf (Grundmaß 53 × 53 cm) aus Granit mit gegenüberliegend eingemeißelter Nummer 85 und Landeskürzel K.P./ K.S. direkt auf der Grenzlinie; zugehörig 18 Läufersteine in unregelmäßigen Abständen auf der Grenzlinie. | 09305586 |
| Pilar Nr. 86 sowie vier Läufersteine           | Pilar Nr. 86 sowie vier Läufersteine                       | Malschwitz, Ortsteil Guttau (Karte)                                                           | Pyramidenstumpf (Grundmaß 53 × 53 cm) aus Granit mit gegenüberliegend eingemeißelter Nummer 86 und Landeskürzel K.P./ K.S. direkt auf der Grenzlinie; zugehörig vier Läufersteine in unregelmäßigen Abständen auf der Grenzlinie. | 09305587 |
| Pilar Nr. 87 sowie vier Läufersteine           | Pilar Nr. 87 sowie vier Läufersteine                       | Großdubrau, Ortsteil Commerau (Karte)                                                         | Pyramidenstumpf (Grundmaß 53 × 53 cm) aus Granit mit gegenüberliegend eingemeißelter Nummer 87 und Landeskürzel K.P./ K.S. direkt auf der Grenzlinie; zugehörig vier Läufersteine in unregelmäßigen Abständen auf der Grenzlinie. | 09305588 |
| Pilar Nr. 88                                   | Pilar Nr. 88                                               | Malschwitz, Ortsteil Lieske (Karte)                                                           | Pyramidenstumpf (Grundmaß 53 × 53 cm) aus Granit mit gegenüberliegend eingemeißelter Nummer 88 und Landeskürzel K.P./ K.S. direkt auf der Grenzlinie. | 09305589 |
| Pilar Nr. 89 sowie zwei Läufersteine           | Pilar Nr. 89 sowie zwei Läufersteine                       | Großdubrau, Ortsteil Jetscheba (Karte)                                                        | Pyramidenstumpf (Grundmaß 53 × 53 cm) aus Granit mit gegenüberliegend eingemeißelter Nummer 89 und Landeskürzel K.P./ K.S. direkt auf der Grenzlinie; zugehörig zwei Läufersteine in unregelmäßigen Abständen auf der Grenzlinie. | 09305590 |
| Pilar Nr. 90                                   | Pilar Nr. 90                                               | Boxberg/O.L., Ortsteil Mönau (Karte)                                                          | Pyramidenstumpf (Grundmaß 53 × 53 cm) aus Granit mit gegenüberliegend eingemeißelter Nummer 90 und Landeskürzel K.P./ K.S. direkt auf der Grenzlinie. | 09305591 |
| Pilar Nr. 91                                   | Pilar Nr. 91                                               | Boxberg/O.L., Ortsteil Mönau (Karte)                                                          | Pyramidenstumpf (Grundmaß 53 × 53 cm) aus Granit mit gegenüberliegend eingemeißelter Nummer 91 und Landeskürzel K.P./ K.S. direkt auf der Grenzlinie. | 09305592 |
| Pilarpaar Nr. 92                               | Pilarpaar Nr. 92                                           | Boxberg/O.L., Ortsteil Mönau (Karte)                                                          | Zwei Pyramidenstümpfe (Grundmaß 53 × 53 cm) aus Granit, je einer auf sächsischer („KS“, Königreich Sachsen) und preußischer Seite („KP“, Königreich Preußen). Da es sich um eine besonders unübersichtliche Stelle handelt, wurden hier zwei Grenzsteine aufgestellt (sonst nur üblich am östlichen Grenzverlauf bis Pilar Nr. 81). | 09305593 |
| Pilar Nr. 93 sowie sieben Läufersteine         | Pilar Nr. 93 sowie sieben Läufersteine                     | Boxberg/O.L., Ortsteil Mönau (Karte)                                                          | Pyramidenstumpf (Grundmaß 53 × 53 cm) aus Granit mit gegenüberliegend eingemeißelter Nummer 93 und Landeskürzel K.P./ K.S. direkt auf der Grenzlinie, zugehörig sieben Läufersteine in unregelmäßigen Abständen auf der Grenzlinie. | 09305594 |
| Pilar Nr. 94 sowie 26 Läufersteine             | Pilar Nr. 94 sowie 26 Läufersteine                         | Boxberg/O.L., Mönau, Milkler Straße (Karte)                                                   | Pyramidenstumpf (Grundmaß 53 × 53 cm) aus Granit mit gegenüberliegend eingemeißelter Nummer 94 und Landeskürzel K.P./ K.S. direkt auf der Grenzlinie, zugehörig 26 Läufersteine in unregelmäßigen Abständen auf der Grenzlinie. | 09305595 |
| Pilar Nr. 95 sowie 19 Läufersteine             | Pilar Nr. 95 sowie 19 Läufersteine                         | Radibor, Ortsteil Milkel (Karte)                                                              | Pyramidenstumpf (Grundmaß 53 × 53 cm) aus Granit mit gegenüberliegend eingemeißelter Nummer 95 und Landeskürzel K.P./ K.S. direkt auf der Grenzlinie, zugehörig 19 Läufersteine in unregelmäßigen Abständen auf der Grenzlinie. Reste der Farbfassung (gezackte Bordüren in den jeweiligen Landesfarben KS - grün-weiß, KP - schwarz-weiß) sind erhalten. | 09305596 |
| Pilar Nr. 96 sowie 12 Läufersteine             | Pilar Nr. 96 sowie 12 Läufersteine                         | Radibor, Ortsteil Lippitsch (Karte)                                                           | Pyramidenstumpf (Grundmaß 53 × 53 cm) aus Granit mit gegenüberliegend eingemeißelter Nummer 96 und Landeskürzel K.P./ K.S. direkt auf der Grenzlinie, zugehörig 12 Läufersteine in unregelmäßigen Abständen auf der Grenzlinie. Reste der Farbfassung (gezackte Bordüren in den jeweiligen Landesfarben KS - grün-weiß, KP - schwarz-weiß) sind erhalten. | 09305597 |
| Pilar Nr. 97 sowie vier Läufersteine           | Pilar Nr. 97 sowie vier Läufersteine                       | Radibor, Ortsteil Lippitsch (Karte)                                                           | Pyramidenstumpf (Grundmaß 53 × 53 cm) aus Granit mit gegenüberliegend eingemeißelter Nummer 97 und Landeskürzel K.P./ K.S. direkt auf der Grenzlinie, zugehörig vier Läufersteine in unregelmäßigen Abständen auf der Grenzlinie. | 09305602 |
| Pilar Nr. 98                                   | Pilar Nr. 98                                               | Radibor, Ortsteil Lippitsch (Karte)                                                           | Pyramidenstumpf (Grundmaß 53 × 53 cm) aus Granit mit gegenüberliegend eingemeißelter Nummer 98 und Landeskürzel K.P./ K.S. direkt auf der Grenzlinie. | 09305603 |
| Weitere Bilder                                 | Pilarpaar Nr. 99 sowie 15 Läufersteine                     | Königswartha, Am Marktplatz (Karte)                                                           | Zwei Pyramidenstümpfe (Grundmaß 53 × 53 cm) aus Granit mit gegenüberliegend eingemeißelter Nummer 99 und Landeskürzel K.P./ K.S. Ein Stein ist farbig mit gezackten Bordüren in den sächsischen Landesfarben grün-weiß gefasst. Die Steine befinden sich nicht mehr am Originalstandort (ehemals Lohsa-Hermsdorf/Spree, Flurstück 425/1), sondern seit 2008 auf dem Marktplatz in Königswartha. Die Läufersteine sind allerdings weiterhin auf der Grenzlinie zu finden.                                                        | 09302364 |
| Pilar Nr. 100 sowie vier Läufersteine          | Pilar Nr. 100 sowie vier Läufersteine                      | Radibor, Ortsteil Droben (Karte)                                                              | Pyramidenstumpf (Grundmaß 53 × 53 cm) aus Granit mit gegenüberliegend eingemeißelter Nummer 100 und Landeskürzel K.P./K.S. direkt auf der Grenzlinie; zugehörig vier Läufersteine in unregelmäßigen Abständen auf der Grenzlinie. Reste der Farbfassung (gezackte Bordüren in den Landesfarben grün-weiß/schwarz-weiß) sind noch schemenhaft erkennbar. | 09305606 |
| Pilar Nr. 101                                  | Pilar Nr. 101                                              | Königswartha, Ortsteil Opitz (Karte)                                                          | Pyramidenstumpf (Grundmaß 53 × 53 cm) aus Granit mit gegenüberliegend eingemeißelter Nummer 101 und Landeskürzel K.P./ K.S. direkt auf der Grenzlinie. | 09305609 |
| Pilar Nr. 102 sowie 10 Läufersteine            | Pilar Nr. 102 sowie 10 Läufersteine                        | Königswartha, Ortsteil Oppitz (Karte)                                                         | Pyramidenstumpf (Grundmaß 53 × 53 cm) aus Granit mit gegenüberliegend eingemeißelter Nummer 102 und Landeskürzel K.P./ K.S. direkt auf der Grenzlinie; zugehörig zehn Läufersteine in unregelmäßigen Abständen auf der Grenzlinie. | 09305610 |
| Pilar Nr. 103 sowie drei Läufersteine          | Pilar Nr. 103 sowie drei Läufersteine                      | Lohsa, Ortsteil Hermsdorf/Spree (Karte)                                                       | Pyramidenstumpf (Grundmaß 53 × 53 cm) aus Granit mit gegenüberliegend eingemeißelter Nummer 103 und Landeskürzel K.P./ K.S. direkt auf der Grenzlinie; zugehörig drei Läufersteine in unregelmäßigen Abständen auf der Grenzlinie. | 09305611 |
| Pilar Nr. 104 sowie ein Läuferstein            | Pilar Nr. 104 sowie ein Läuferstein                        | Lohsa, Ortsteil Hermsdorf/Spree (Karte)                                                       | Pyramidenstumpf (Grundmaß 53 × 53 cm) aus Granit mit gegenüberliegend eingemeißelter Nummer 104 und Landeskürzel K.P./ K.S. direkt auf der Grenzlinie; zugehörig ein Läuferstein. | 09305612 |
| Pilar Nr. 105 sowie 9 Läufersteine             | Pilar Nr. 105 sowie 9 Läufersteine                         | Lohsa, Ortsteil Weißig (Karte)                                                                | Pyramidenstumpf (Grundmaß 53 × 53 cm) aus Granit mit gegenüberliegend eingemeißelter Nummer 105 und Landeskürzel K.P./ K.S. direkt auf der Grenzlinie; zugehörig neun Läufersteine in unregelmäßigen Abständen auf der Grenzlinie. | 09305613 |
| Pilar Nr. 106 sowie vier Läufersteine          | Pilar Nr. 106 sowie vier Läufersteine                      | Lohsa, Ortsteil Steinitz (Karte)                                                              | Pyramidenstumpf (Grundmaß 53 × 53 cm) aus Granit mit gegenüberliegend eingemeißelter Nummer 106 und Landeskürzel K.P./ K.S. direkt auf der Grenzlinie; zugehörig vier Läufersteine in unregelmäßigen Abständen auf der Grenzlinie. | 09305614 |
| Pilarpaar Nr. 107                              | Pilarpaar Nr. 107                                          | Lohsa, Ortsteil Steinitz (Karte)                                                              | Zwei Pyramidenstümpfe (Grundmaß 53 × 53 cm) aus Granit mit eingemeißelter Nummer 107 und Landeskürzel K.P./ K.S. Die Pilare wurden 1997 umgesetzt, da sie am alten Standort dem Kaolintagebau weichen mussten. | 09305620 |
| Pilar Nr. 108 sowie drei Läufersteine          | Pilar Nr. 108 sowie drei Läufersteine                      | Königswartha, Ortsteil Wartha (Karte)                                                         | Pyramidenstumpf (Grundmaß 53 × 53 cm) aus Granit mit gegenüberliegend eingemeißelter Nummer 108 und Landeskürzel K.P./K.S. direkt auf der Grenzlinie; zugehörig drei Läufersteine in unregelmäßigen Abständen auf der Grenzlinie. | 09305615 |
| Pilar Nr. 109 sowie fünf Läufersteine          | Pilar Nr. 109 sowie fünf Läufersteine                      | Königswartha, Ortsteil Wartha (Karte)                                                         | Pyramidenstumpf (Grundmaß 53 × 53 cm) aus Granit mit gegenüberliegend eingemeißelter Nummer 109 und Landeskürzel K.P./ K.S. direkt auf der Grenzlinie; zugehörig fünf Läufersteine in unregelmäßigen Abständen auf der Grenzlinie. | 09305616 |
| Pilar Nr. 110 sowie ein Läuferstein            | Pilar Nr. 110 sowie ein Läuferstein                        | Königswartha, Ortsteil Commerau (Karte)                                                       | Pyramidenstumpf (Grundmaß 53 × 53 cm) aus Granit mit gegenüberliegend eingemeißelter Nummer 110 und Landeskürzel K.P./ K.S. direkt auf der Grenzlinie; zugehörig ein Läuferstein. Stein stark abgewittert, Inschriften kaum noch lesbar. | 09305617 |
| Pilar Nr. 111 sowie sechs Läufersteine         | Pilar Nr. 111 sowie sechs Läufersteine                     | Königswartha, Ortsteil Commerau (Karte)                                                       | Pyramidenstumpf (Grundmaß 53 × 53 cm) aus Granit mit gegenüberliegend eingemeißelter Nummer 111 und Landeskürzel K.P./ K.S. direkt auf der Grenzlinie; zugehörig sechs Läufersteine. Stein stark abgewittert, Inschriften kaum noch lesbar; Länderkürzel vermutlich nachträglich sogar unkenntlich gemacht. | 09305618 |
| Direkt Bild zu diesem Denkmal hochladen        | Pilar Nr. 112                                              |                                                                                               | Nicht mehr auffindbar |          |
| Pilar Nr. 113                                  | Pilar Nr. 113                                              | Königswartha, Ortsteil Commerau (Karte)                                                       | Pyramidenstumpf (Grundmaß 53 × 53 cm) aus Granit mit gegenüberliegend eingemeißelter Nummer 113 und Landeskürzel K.P./ K.S. direkt auf der Grenzlinie. | 09305619 |
| Pilar Nr. 114 sowie 12 Läufersteine            | Pilar Nr. 114 sowie 12 Läufersteine                        | Königswartha, Ortsteil Commerau (Karte)                                                       | Pyramidenstumpf (Grundmaß 53 × 53 cm) aus Granit mit gegenüberliegend eingemeißelter Nummer 114 und Landeskürzel KP/KS direkt auf der Grenzlinie, zugehörig zwölf Läufersteine in unregelmäßigen Abständen auf der Grenzlinie. | 09305452 |
| Pilar Nr. 115 sowie ein Läuferstein            | Pilar Nr. 115 sowie ein Läuferstein                        | Wittichenau, Ortsteil Rachlau (Karte)                                                         | Pyramidenstumpf (Grundmaß 53 × 53 cm) aus Granit mit gegenüberliegend eingemeißelter Nummer 115 und Landeskürzel KP/KS direkt auf der Grenzlinie, ein zugehöriger Läuferstein auf der Grenzlinie. Grenzstein ohne Farbfassung. | 09305453 |
| Pilar Nr. 116 sowie 17 Läufersteine            | Pilar Nr. 116 sowie 17 Läufersteine                        | Wittichenau, Ortsteil Kotten (Karte)                                                          | Pyramidenstumpf (Grundmaß 53 × 53 cm) aus Granit mit gegenüberliegend eingemeißelter Nummer 116 und Landeskürzel KP/KS direkt auf der Grenzlinie, zugehörig 17 Läufersteine in unregelmäßigen Abständen auf der Grenzlinie. Grenzstein ohne Farbfassung. | 09305454 |
| Pilar Nr. 117 sowie 18 Läufersteine            | Pilar Nr. 117 sowie 18 Läufersteine                        | Ralbitz-Rosenthal, Ortsteil Schönau (Karte)                                                   | Pyramidenstumpf (Grundmaß 53 × 53 cm) aus Granit mit gegenüberliegend eingemeißelter Nummer 117 und Landeskürzel KP/KS direkt auf der Grenzlinie, zugehörig 18 Läufersteine in unregelmäßigen Abständen auf der Grenzlinie. Grenzstein ohne Farbfassung. | 09305455 |
| Pilar Nr. 118 sowie 22 Läufersteine            | Pilar Nr. 118 sowie 22 Läufersteine                        | Wittichenau, Ortsteil Sollschwitz (Karte)                                                     | Pyramidenstumpf (Grundmaß 53 × 53 cm) aus Granit mit gegenüberliegend eingemeißelter Nummer 118 und Landeskürzel KP/KS direkt auf der Grenzlinie, zugehörig 22 Läufersteine in unregelmäßigen Abständen auf der Grenzlinie. Grenzstein ohne Farbfassung. | 09305456 |
| Pilar Nr. 119 sowie 10 Läufersteine            | Pilar Nr. 119 sowie 10 Läufersteine                        | Oßling, Ortsteil Skaska (Karte)                                                               | Pyramidenstumpf (Grundmaß 53 × 53 cm) aus Granit mit gegenüberliegend eingemeißelter Nummer 119 und Landeskürzel KP/KS direkt auf der Grenzlinie, zugehörig 10 Läufersteine in unregelmäßigen Abständen auf der Grenzlinie. Grenzstein ohne Farbfassung, Landeskürzel nachträglich entfernt und nicht mehr lesbar. | 09305457 |
| Pilar Nr. 120 sowie drei Läufersteine          | Pilar Nr. 120 sowie drei Läufersteine                      | Oßling, Ortsteil Skaska (Karte)                                                               | Pyramidenstumpf (Grundmaß 53 × 53 cm) aus Granit mit gegenüberliegend eingemeißelter Nummer 120 und Landeskürzel KP/KS direkt auf der Grenzlinie, zugehörig drei Läufersteine in unregelmäßigen Abständen auf der Grenzlinie. Grenzstein ohne Farbfassung, Landeskürzel nachträglich entfernt und nicht mehr lesbar. | 09305458 |
| Pilar Nr. 121 sowie zwei Läufersteine          | Pilar Nr. 121 sowie zwei Läufersteine                      | Ossling, Ortsteil Liebegast (Karte)                                                           | Pyramidenstumpf (Grundmaß 53 × 53 cm) aus Granit mit gegenüberliegend eingemeißelter Nummer 121 und Landeskürzel direkt auf der Grenzlinie, dazwischen zwei Läufersteine in unregelmäßigen Abständen, zusätzlich zeitweise farbig mit gezackten Bordüren gefasst (KS – grün-weiß, KP – schwarz-weiß), keine Farbfassung erhalten. | 09228411 |
| Pilar Nr. 122 sowie sechs Läufersteine         | Pilar Nr. 122 sowie sechs Läufersteine                     | Oßling (Karte)                                                                                | Pyramidenstumpf (Grundmaß 53 × 53 cm) aus Granit mit gegenüberliegend eingemeißelter Nummer 122 und Landeskürzel KP/KS, zugehörig sechs Läufersteine in unregelmäßigen Abständen auf der Grenzlinie. Grenzstein wurde 1989 (ehemals Flurstück 152/3) an ein Privatgrundstück versetzt. | 09305460 |
| Pilar Nr. 123 sowie 13 Läufersteine            | Pilar Nr. 123 sowie 13 Läufersteine                        | Oßling, Ortsteil Liebegast (Karte)                                                            | Pyramidenstumpf (Grundmaß 53 × 53 cm) aus Granit mit gegenüberliegend eingemeißelter Nummer 123 und Landeskürzel KP/KS direkt auf der Grenzlinie; zugehörig 13 Läufersteine in unregelmäßigen Abständen auf der Grenzlinie. Grenzstein zusätzlich mit grün-weißer bzw. schwarz-weißer Bordüre gefasst. | 09305461 |
| Pilar Nr. 124 sowie fünf Läufersteine          | Pilar Nr. 124 sowie fünf Läufersteine                      | Wittichenau (Karte)                                                                           | Pyramidenstumpf (Grundmaß 53 × 53 cm) aus Granit mit gegenüberliegend eingemeißelter Nummer 124 und Landeskürzel KP/KS direkt auf der Grenzlinie; zugehörig fünf Läufersteine in unregelmäßigen Abständen auf der Grenzlinie. Grenzstein war im Juni 2012 nicht in die Erde eingelassen. | 09305462 |
| BW                                             | Pilar Nr. 125                                              | (Karte)                                                                                       | Nicht mehr auffindbar |          |
| Pilar Nr. 126 sowie sechs Läufersteine         | Pilar Nr. 126 sowie sechs Läufersteine                     | Oßling, Ortsteil Lieske (Karte)                                                               | Pyramidenstumpf (Grundmaß 53 × 53 cm) aus Granit mit gegenüberliegend eingemeißelter Nummer 126 und Landeskürzel KP/KS direkt auf der Grenzlinie; zugehörig sechs Läufersteine in unregelmäßigen Abständen auf der Grenzlinie. | 09305463 |
| Pilarpaar Nr. 127 sowie drei Läufersteine      | Pilarpaar Nr. 127 sowie drei Läufersteine                  | Oßling, Ortsteil Lieske (Karte)                                                               | Zwei Granitquader (42 × 42 cm) mit Nummer 127 und Landeskürzel, je einer auf sächsischer („KS“, Königreich Sachsen) und preußischer Seite („KP“, Königreich Preußen) mit drei dazwischen befindlichen Läufersteinen, über die die Grenzlinie verläuft; zeitweise farbig mit gezackten Bordüren gefasst (KS – grün-weiß, KP – schwarz-weiß). Farbfassung nicht erhalten; eigentlich ist an diesem Grenzabschnitt Pilartyp Nr. 2 (ein einzelner Pyramidenstumpf) üblich, die beiden Granitquader nach Typ 1 bilden eine Ausnahme. | 09305464 |
| Pilar Nr. 128 sowie 20 Läufersteine            | Pilar Nr. 128 sowie 20 Läufersteine                        | Oßling, Ortsteil Lieske (Karte)                                                               | Pyramidenstumpf (Grundmaß 53 × 53 cm) aus Granit mit gegenüberliegend eingemeißelter Nummer 128 und Landeskürzel direkt auf der Grenzlinie, zugehörig 20 Läufersteine in unregelmäßigen Abständen auf der Grenzlinie; zusätzlich farbig mit gezackten Bordüren gefasst (KS – grün-weiß, KP – schwarz-weiß). | 09305465 |
| Pilar Nr. 129 sowie acht Läufersteine          | Pilar Nr. 129 sowie acht Läufersteine                      | Bernsdorf, Ortsteil Zeißholz (Karte)                                                          | Pyramidenstumpf (Grundmaß 53 × 53 cm) aus Granit mit gegenüberliegend eingemeißelter Nummer 129 und Landeskürzel direkt auf der Grenzlinie, zugehörig 8 Läufersteine in unregelmäßigen Abständen auf der Grenzlinie. | 09305466 |
| Pilar Nr. 130 sowie 13 Läufersteine            | Pilar Nr. 130 sowie 13 Läufersteine                        | Bernsdorf (Karte)                                                                             | Pyramidenstumpf (Grundmaß 53 × 53 cm) aus Granit mit gegenüberliegend eingemeißelter Nummer 130 und Landeskürzel direkt auf der Grenzlinie, zugehörig 13 Läufersteine in unregelmäßigen Abständen auf der Grenzlinie. | 09305467 |
| Pilar Nr. 131 sowie 18 Läufersteine            | Pilar Nr. 131 sowie 18 Läufersteine                        | Oßling, Ortsteil Weißig (Karte)                                                               | Pyramidenstumpf (Grundmaß 53 × 53 cm) aus Granit mit gegenüberliegend eingemeißelter Nummer 131 und Landeskürzel direkt auf der Grenzlinie, zugehörig 18 Läufersteine in unregelmäßigen Abständen auf der Grenzlinie; zusätzlich farbig mit gezackten Bordüren gefasst (KS – grün-weiß, KP – schwarz-weiß). | 09305468 |
| Pilar Nr. 132 sowie fünf Läufersteine          | Pilar Nr. 132 sowie fünf Läufersteine                      | Bernsdorf (Karte)                                                                             | Pyramidenstumpf (Grundmaß 53 × 53 cm) aus Granit mit gegenüberliegend eingemeißelter Nummer 132 und Landeskürzel direkt auf der Grenzlinie, zugehörig fünf Läufersteine in unregelmäßigen Abständen auf der Grenzlinie. | 09305469 |
| Pilar Nr. 133 sowie 19 Läufersteine            | Pilar Nr. 133 sowie 19 Läufersteine                        | Oßling, Ortsteil Weißig (Karte)                                                               | Pyramidenstumpf (Grundmaß 53 × 53 cm) aus Granit mit gegenüberliegend eingemeißelter Nummer 133 und Landeskürzel direkt auf der Grenzlinie, zugehörig 19 Läufersteine in unregelmäßigen Abständen auf der Grenzlinie. | 09305470 |
| Weitere Bilder                                 | Pilar Nr. 134, sowie sechs Läufersteine                    | Bernsdorf, Kamenzer Straße (Karte)                                                            | Pyramidenstumpf (Grundmaß 53 × 53 cm) aus Granit mit gegenüberliegend eingemeißelter Nummer 134 und Landeskürzel direkt auf der Grenzlinie, dazwischen sechs Läufersteine in unregelmäßigen Abständen; zusätzlich farbig mit gezackten Bordüren gefasst (KS – grün-weiß, KP – schwarz-weiß), farblich noch nicht neu gefasst. | 09303164 |
| Weitere Bilder                                 | Pilar Nr. 135 sowie zwei Läufersteine                      | Bernsdorf, Dresdener Straße (Karte)                                                           | Pyramidenstumpf (Grundmaß 53 × 53 cm) aus Granit mit gegenüberliegend eingemeißelter Nummer 135 und Landeskürzel direkt auf der Grenzlinie, dazwischen zwei Läufersteine in unregelmäßigen Abständen; zusätzlich farbig mit gezackten Bordüren gefasst (KS – grün-weiß, KP – schwarz-weiß). | 09278786 |
| Weitere Bilder                                 | Pilar Nr. 136                                              | Bernsdorf, Dresdener Straße (Karte)                                                           | Pyramidenstumpf (Grundmaß 53 × 53 cm) aus Granit mit gegenüberliegend eingemeißelter Nummer 136 und Landeskürzel direkt auf der Grenzlinie; zusätzlich farbig mit gezackten Bordüren gefasst (KS – grün-weiß, KP – schwarz-weiß), farblich noch nicht neu gefasst. | 09278790 |
| Weitere Bilder                                 | Pilar Nr. 137 sowie fünf Läufersteine                      | Bernsdorf, Alte Coseler Straße (Karte)                                                        | Pyramidenstumpf (Grundmaß 53 × 53 cm) aus Granit mit gegenüberliegend eingemeißelter Nummer 137 und Landeskürzel direkt auf der Grenzlinie, dazwischen fünf Läufersteine in unregelmäßigen Abständen; zusätzlich farbig mit gezackten Bordüren gefasst (KS – grün-weiß, KP – schwarz-weiß). | 09278792 |
| Pilar Nr. 138 sowie 11 Läufersteine            | Pilar Nr. 138 sowie 11 Läufersteine                        | Bernsdorf, Ortsteil Großgrabe (Karte)                                                         | Pyramidenstumpf (Grundmaß 53 × 53 cm) aus Granit mit gegenüberliegend eingemeißelter Nummer 138 und Landeskürzel direkt auf der Grenzlinie, zugehörig 11 Läufersteine in unregelmäßigen Abständen auf der Grenzlinie; zusätzlich farbig mit gezackten Bordüren gefasst (KS – grün-weiß, KP – schwarz-weiß). | 09305471 |
| Pilar Nr. 139 sowie 10 Läufersteine            | Pilar Nr. 139 sowie 10 Läufersteine                        | Bernsdorf, Ortsteil Wiednitz (Karte)                                                          | Pyramidenstumpf (Grundmaß 53 × 53 cm) aus Granit mit gegenüberliegend eingemeißelter Nummer 139 und Landeskürzel KP/KS direkt auf der Grenzlinie, zugehörig 10 Läufersteine in unregelmäßigen Abständen auf der Grenzlinie; zusätzlich farbig mit gezackten Bordüren gefasst (KS – grün-weiß, KP – schwarz-weiß). | 09305472 |
| Weitere Bilder                                 | Pilar Nr. 140 sowie zwei Läufersteine                      | Schwepnitz, Ortsteil Grüngräbchen (Karte)                                                     | Pyramidenstumpf (Grundmaß 53 × 53 cm) aus Granit mit gegenüberliegend eingemeißelter Nummer 140 und Landeskürzel KP/KS direkt auf der Grenzlinie, zugehörig zwei Läufersteine in unregelmäßigen Abständen auf der Grenzlinie; zusätzlich farbig mit gezackten Bordüren gefasst (KS – grün-weiß, KP – schwarz-weiß). | 09305473 |
| Pilar Nr. 141 sowie 27 Läufersteine            | Pilar Nr. 141 sowie 27 Läufersteine                        | Schwepnitz, Ortsteil Cosel (Karte)                                                            | Pyramidenstumpf (Grundmaß 53 × 53 cm) aus Granit mit gegenüberliegend eingemeißelter Nummer 141 und Landeskürzel direkt auf der Grenzlinie, zugehörig 27 Läufersteine in unregelmäßigen Abständen auf der Grenzlinie. | 09305474 |
| Pilarpaar Nr. 142 sowie 12 Läufersteine        | Pilarpaar Nr. 142 sowie 12 Läufersteine                    | Schwepnitz, Ortsteil Cosel (Karte)                                                            | Zwei Pyramidenstümpfe (Grundmaß 53 × 53 cm) aus Granit mit eingemeißelter Nummer 142 und Landeskürzel, je einer auf sächsischer („KS“, Königreich Sachsen) und preußischer Seite („KP“, Königreich Preußen) mit 16 dazwischen befindlichen Läufersteinen, über die die Grenzlinie verläuft. | 09305475 |
| Pilar Nr. 143 sowie acht Läufersteine          | Pilar Nr. 143 sowie acht Läufersteine                      | Schwepnitz, Ortsteil Cosel (Karte)                                                            | Pyramidenstumpf (Grundmaß 53 × 53 cm) aus Granit mit eingemeißelter Nummer 143 und Landeskürzel KP/KS direkt auf der Grenzlinie, zugehörig 8 Läufersteine in unregelmäßigen Abständen auf der Grenzlinie. Landeskürzel nachträglich abgearbeitet und nicht mehr erkennbar, Farbfassung nicht erhalten. | 09305476 |
| Pilarpaar Nr. 144 sowie 12 Läufersteine        | Pilarpaar Nr. 144 sowie 12 Läufersteine                    | Schwepnitz, Ortsteil Cosel (Karte)                                                            | Zwei Pyramidenstümpfe (Grundmaß 53 × 53 cm) aus Granit mit eingemeißelter Nummer 144 und Landeskürzel KP/KS, je einer auf sächsischer („KS“, Königreich Sachsen) und preußischer Seite („KP“, Königreich Preußen) mit zwölf dazwischen befindlichen Läufersteinen, über die die Grenzlinie verläuft. Steine stark abgewittert, Inschriften kaum erkennbar, Farbfassung nicht erhalten. | 09305477 |
| Pilarpaar Nr. 145 sowie neun Läufersteine      | Pilarpaar Nr. 145 sowie neun Läufersteine                  | Schwepnitz, Ortsteil Zeisholz (Karte)                                                         | Zwei Pyramidenstümpfe (Grundmaß 53 × 53 cm) aus Granit mit eingemeißelter Nummer 145 und Landeskürzel KP/KS, je einer auf sächsischer („KS“, Königreich Sachsen) und preußischer Seite („KP“, Königreich Preußen) mit neun dazwischen befindlichen Läufersteinen, über die die Grenzlinie verläuft. Ein Stein kopiert (Original in Lapidarium bei Kamenz) ohne Farbfassung. Originalstein mit untypischer Farbfassung gelb-blau (Oberlausitz), hier ist ein Landeskürzel nachträglich abgearbeitet und unleserlich.             | 09305478 |
| Pilarpaar Nr. 146 sowie 23 Läufersteine        | Pilarpaar Nr. 146 sowie 23 Läufersteine                    | Schwepnitz, Ortsteil Zeisholz (Karte)                                                         | Zwei Pyramidenstümpfe (Grundmaß 53 × 53 cm) aus Granit mit eingemeißelter Nummer 146 und Landeskürzel KP/KS, je einer auf sächsischer („KS“, Königreich Sachsen) und preußischer Seite („KP“, Königreich Preußen) mit 23 dazwischen befindlichen Läufersteinen, über die die Grenzlinie verläuft. Steine stark abgewittert, Inschriften kaum erkennbar, Farbfassung nicht erhalten. | 09305480 |
| Pilar Nr. 147 sowie 15 Läufersteine            | Pilar Nr. 147 sowie 15 Läufersteine                        | Königsbrück (Karte)                                                                           | | 09305481 |
| Pilar Nr. 148                                  | Pilar Nr. 148                                              | Königsbrück (Karte)                                                                           | | 09305482 |
| Pilar Nr. 149 sowie elf Läufersteine           | Pilar Nr. 149 sowie elf Läufersteine                       | Thiendorf, Ortsteil Naundorf (Karte)                                                          | | 09305484 |
| Pilar Nr. 150 sowie 15 Läufersteine            | Pilar Nr. 150 sowie 15 Läufersteine                        | Thiendorf, Ortsteil Naundorf (Karte)                                                          | | 08957197 |
| Pilar Nr. 151 sowie drei Läufersteine          | Pilar Nr. 151 sowie drei Läufersteine                      | Schönfeld, Ortsteil Böhla b. Ortrand (Karte)                                                  | Sandstein-Stumpf des ehemaligen Grenzsteins KP 151 und neu ergänzte Granitstele mit eingemeißelter Zahl 151. | 08957198 |
| Pilar Nr. 152 sowie fünf Läufersteine          | Pilar Nr. 152 sowie fünf Läufersteine                      | Schönfeld, Ortsteil Böhla b. Ortrand (Karte)                                                  | Schlanke, scharrierte Sandsteinstele, ca. 1,50 m hoch, mit flachem, pyramidalem Abschluss und ringsum eingemeißelten Schriftfeldern für Nummer und Länderkürzel KS/KP direkt auf der Grenzlinie, dazwischen fünf Läufersteine in unregelmäßigen Abständen. | 08957194 |
| Pilar Nr. 153 sowie 46 Läufersteine            | Pilar Nr. 153 sowie 46 Läufersteine                        | Schönfeld, Ortsteil Kraußnitz (Karte)                                                         | Pyramidenstumpf aus Granit direkt auf der Grenzlinie, gegenüberliegend ehemals eingemeißelt Nummer und Landeskürzel K.P./K.S., dazwischen 46 Läufersteine in unregelmäßigen Abständen, Stein stark abgewittert, Beschriftung nicht mehr erkennbar. | 08957136 |
| Pilar Nr. 154 sowie elf Läufersteine           | Pilar Nr. 154 sowie elf Läufersteine                       | Schönfeld, Ortsteil Kraußnitz, Ponickauer Straße (Karte)                                      | Pyramidenstumpf aus Sandstein mit Plinthe direkt auf der Grenzlinie, gegenüberliegend eingemeißelt Nummer und Landeskürzel K.P./K.S. (Beschriftung nachträglich entfernt), dazwischen 11 Läufersteine in unregelmäßigen Abständen, Stein stark abgewittert. | 08957122 |
| Pilar Nr. 155 sowie vier Läufersteine          | Pilar Nr. 155 sowie vier Läufersteine                      | Schönfeld, Ortsteil Kraußnitz (Karte)                                                         | Kubus aus Sandstein direkt auf der Grenzlinie, gegenüberliegend eingemeißelt Nummer 155 und Landeskürzel K.P./K.S., zugehörig vier Läufersteine in unregelmäßigen Abständen auf der Grenzlinie, Landeskürzel wurden nachträglich entfernt. | 09305486 |
| Pilar Nr. 156 sowie zwei Läufersteine          | Pilar Nr. 156 sowie zwei Läufersteine                      | Schönfeld, Ortsteil Kraußnitz, Großenhainer Straße 1a (gegenüber) (Karte)                     | Schlanke Sandsteinstele, ca. 1,50 m hoch, mit gegenüberliegend eingemeißelten Schriftfeldern für Nummer 156 und Länderkürzel KS/KP direkt auf der Grenzlinie, zwei zugehörige Läufersteine in unregelmäßigen Abständen auf der Grenzlinie. | 09305487 |
| Pilar Nr. 157 sowie 27 Läufersteine            | Pilar Nr. 157 sowie 27 Läufersteine                        | Schönfeld, Ortsteil Kraußnitz (Karte)                                                         | Scharrierter Sandsteinkubus mit allseitig eingemeißelter Nummer 157 und Länderkürzel KS/KP (zwei Seiten mit Schriftfeld, zwei Seiten ohne) direkt auf der Grenzlinie, zugehörig 27 Läufersteine in unregelmäßigen Abständen auf der Grenzlinie, Stein an Ecken und Kanten abgeplatzt. | 09305488 |
| Weitere Bilder                                 | Pilar Nr. 158 sowie 31 Läufersteine                        | Lampertswalde, Ortsteil Blochwitz (Karte)                                                     | Scharrierter Sandsteinkubus mit gegenüberliegend eingemeißelten Schriftfeldern für Nummer 158 und Länderkürzel KS/KP direkt auf der Grenzlinie, zugehörig 31 Läufersteine in unregelmäßigen Abständen auf der Grenzlinie. Reste von einer weißen Farbfassung erhalten. | 09305490 |
| Pilar Nr. 159 sowie 41 Läufersteine            | Pilar Nr. 159 sowie 41 Läufersteine                        | Lampertswalde, Ortsteil Blochwitz (Karte)                                                     | Pyramidenstumpf aus Sandstein direkt auf der Grenzlinie, gegenüberliegend eingemeißelt Nummer und Landeskürzel (farblich nicht gefasst), dazwischen 41 Läufersteine in unregelmäßigen Abständen. | 08958832 |
| Pilar Nr. 160 sowie 19 Läufersteine            | Pilar Nr. 160 sowie 19 Läufersteine                        | Lampertswalde, Ortsteil Blochwitz (Karte)                                                     | Etwa 1,50 m hohe, schlanke Sandsteinstele mit allseitig eingemeißelten Schriftfeldern für Nummer 160 und Länderkürzel KS/KP direkt auf der Grenzlinie, zugehörig 19 Läufersteine in unregelmäßigen Abständen auf der Grenzlinie. Reste einer weißen Farbfassung erhalten. | 08958711 |
| Pilar Nr. 161 sowie 15 Läufersteine            | Pilar Nr. 161 sowie 15 Läufersteine                        | Lampertswalde, Ortsteil Brößnitz (Karte)                                                      | Etwa 1,50 m hohe, schlanke Sandsteinstele mit ringsum eingemeißelten Schriftfeldern für Nummer 161 und Länderkürzel KS/KP (stark verwittert, schlecht lesbar) direkt auf der Grenzlinie, dazwischen 15 Läufersteine in unregelmäßigen Abständen. | 08958831 |
| Pilar Nr. 162 sowie 12 Läufersteine            | Pilar Nr. 162 sowie 12 Läufersteine                        | Lampertswalde, Ortsteil Brößnitz (Karte)                                                      | Etwa 1 m hoher Sandsteinkubus mit ringsum eingemeißelten Schriftfeldern für Nummer 162 und Länderkürzel KS/KP direkt auf der Grenzlinie, dazwischen 12 Läufersteine in unregelmäßigen Abständen. Länderkürzel nachträglich abgearbeitet und unkenntlich gemacht. | 08958827 |
| Pilar Nr. 163 sowie acht Läufersteine          | Pilar Nr. 163 sowie acht Läufersteine                      | Lampertswalde, Ortsteil Brößnitz (Karte)                                                      | Pyramidenstumpf mit Plinthe aus Sandstein, direkt auf der Grenzlinie, gegenüberliegend eingemeißelt Nummer 163 und Landeskürzel K.P./K.S., dazwischen 8 Läufersteine in unregelmäßigen Abständen. | 08958820 |
| Pilar Nr. 166 sowie 26 Läufersteine            | Pilar Nr. 166 sowie 26 Läufersteine                        | Großenhain, Ortsteil Strauch (Karte)                                                          | Etwa 1,20 m hoher Pyramidenstumpf aus Sandstein mit Plinthe direkt auf der Grenzlinie, gegenüberliegend eingemeißelt Nummer 166 und Landeskürzel K.P./K.S., dazwischen 26 Läufersteine in unregelmäßigen Abständen. | 08958679 |
| Pilar Nr. 167 sowie 15 Läufersteine            | Pilar Nr. 167 sowie 15 Läufersteine                        | Großenhain, Ortsteil Strauch (Karte)                                                          | Etwa 1,50 m hohe, schlanke Sandsteinstele mit allseitig eingemeißelten Schriftfeldern für Nummer 167 und Länderkürzel KS/KP direkt auf der Grenzlinie, zugehörig 15 Läufersteine in unregelmäßigen Abständen auf der Grenzlinie. | 08958816 |
| Pilar Nr. 168 (Fragment) sowie 24 Läufersteine | Pilar Nr. 168 (Fragment) sowie 24 Läufersteine             | Großenhain, Ortsteil Strauch (Karte)                                                          | Grundplatte des Pilars Nummer 168 vorhanden, Pilar selbst fehlt. Anmerkung: Offensichtlich wurde inzwischen eine Kopie des Steins angefertigt. | 08958817 |
| Pilar Nr. 169 sowie zehn Läufersteine          | Pilar Nr. 169 sowie zehn Läufersteine                      | Großenhain, Ortsteil Strauch (Karte)                                                          | Pyramidenstumpf aus Sandstein mit Plinthe direkt auf der Grenzlinie, gegenüberliegend eingemeißelt Nummer 169 und Landeskürzel K.P./K.S., dazwischen zehn Läufersteine in unregelmäßigen Abständen. Originale Beschriftung durch mehrere nachträglich eingeritzte Zeichen schwer lesbar | 09304883 |
| Pilar Nr. 172 sowie 12 Läufersteine            | Pilar Nr. 172 sowie 12 Läufersteine                        | Röderaue, Ortsteil Raden (Karte)                                                              | Schlanke Sandsteinstele, ca. 1,50 m hoch, mit allseitig eingemeißelten Schriftfeldern für Nummer 172 und Länderkürzel KS/KP direkt auf der Grenzlinie, zugehörig 12 Läufersteine in unregelmäßigen Abständen auf der Grenzlinie. | 08956842 |
| Pilar Nr. 173 sowie elf Läufersteine           | Pilar Nr. 173 sowie elf Läufersteine                       | Röderaue, Ortsteil Frauenhain (Karte)                                                         | Pyramidenstumpf aus Sandstein mit Plinthe direkt auf der Grenzlinie, gegenüberliegend eingemeißelt Nummer und Landeskürzel K.P./K.S., dazwischen 11 Läufersteine in unregelmäßigen Abständen. | 08956851 |
| Pilar Nr. 174 sowie 21 Läufersteine            | Pilar Nr. 174 sowie 21 Läufersteine                        | Röderaue, Ortsteil Frauenhain (Karte)                                                         | Pyramidenstumpf aus Sandstein mit Plinthe direkt auf der Grenzlinie, gegenüberliegend eingemeißelt Nummer 174 und Landeskürzel K.P./K.S., dazwischen 21 Läufersteine in unregelmäßigen Abständen, Stein an einer Kante durch Ausbrüche in seiner Form verunklärt. | 09304881 |
| Pilar Nr. 175 sowie sieben Läufersteine        | Pilar Nr. 175 sowie sieben Läufersteine                    | Röderaue, Ortsteil Frauenhain (Karte)                                                         | Pyramidenstumpf aus Sandstein mit Plinthe direkt auf der Grenzlinie, gegenüberliegend eingemeißelt Nummer 175 und Landeskürzel K.P./K.S., dazwischen 7 Läufersteine in unregelmäßigen Abständen, Stein zeigt großflächige, nachträglich aufgebrachte Ritzungen (u. a. einen Stern) und ist am oberen Abschluss unförmig abgeschlagen. | 08956850 |
| Pilar Nr. 176 sowie 14 Läufersteine            | Pilar Nr. 176 sowie 14 Läufersteine                        | Röderaue, Ortsteil Frauenhain (Karte)                                                         | Schlanke Sandsteinstele. ca. 1,50 m hoch, mit gegenüberliegend eingemeißelten Schriftfeldern für Nummer 176 und Länderkürzel KS/KP direkt auf der Grenzlinie, dazwischen 14 Läufersteine in unregelmäßigen Abständen. | 08956799 |
| Pilar Nr. 177 sowie zwei Läufersteine          | Pilar Nr. 177 sowie zwei Läufersteine                      | Röderaue, Ortsteil Frauenhain (Karte)                                                         | Schlanke, scharrierte Sandsteinstele, ca. 1,50 m hoch, mit gegenüberliegend eingemeißelten Schriftfeldern für Nummer 177 und Länderkürzel KS/KP direkt auf der Grenzlinie, dazwischen zwei Läufersteine in unregelmäßigen Abständen. | 08956844 |
| Pilar Nr. 180                                  | Pilar Nr. 180                                              | Gröditz (Karte)                                                                               | Scharrierter Pyramidenstumpf aus Sandstein mit Plinthe direkt auf der Grenzlinie, gegenüberliegend eingemeißelt Nummer 180 und Landeskürzel K.P./K.S. sehr gut erhalten. | 08959260 |
| Pilar Nr. 182 sowie fünf Läufersteine          | Pilar Nr. 182 sowie fünf Läufersteine                      | Gröditz (Karte)                                                                               | Etwa 1,50 m hohe, schlanke Sandsteinstele mit gegenüberliegend eingemeißelten Schriftfeldern für Nummer 182 und Länderkürzel KS/KP direkt auf der Grenzlinie, dazwischen fünf Läufersteine in unregelmäßigen Abständen. | 08959263 |
| Pilar Nr. 183                                  | Pilar Nr. 183                                              | Gröditz (Karte)                                                                               | Etwa 1,50 m hohe, schlanke, scharrierte Sandsteinstele mit gegenüberliegend eingemeißelten Schriftfeldern für Nummer 183 und Länderkürzel KS/KP direkt auf der Grenzlinie. | 08959264 |
| Pilar Nr. 184 sowie neun Läufersteine          | Pilar Nr. 184 sowie neun Läufersteine                      | Gröditz, Ortsteil Reppis, Hauptstraße 99 (Karte)                                              | | 09305491 |
| Weitere Bilder                                 | Pilar Nr. 185 sowie 21 Läufersteine                        | Gröditz (Karte)                                                                               | Pyramidenstumpf aus Sandstein (scharriert) mit Plinthe direkt auf der Grenzlinie, allseitig eingemeißelt ist die Nummer 185, gegenüberliegend das jeweilige Landeskürzel K.P. bzw. K.S., dazwischen 21 Läufersteine in unregelmäßigen Abständen. | 08959262 |
| Pilar Nr. 186 sowie 26 Läufersteine            | Pilar Nr. 186 sowie 26 Läufersteine                        | Gröditz (Karte)                                                                               | Pyramidenstumpf aus Sandstein mit Plinthe direkt auf der Grenzlinie, gegenüberliegend ehemals eingemeißelt Nummer und Landeskürzel K.P./K.S. (partiell verwittert oder beschädigt, Schrift nicht erkennbar), dazwischen 26 Läufersteine in unregelmäßigen Abständen. | 08959259 |
| Pilar Nr. 187 sowie 24 Läufersteine            | Pilar Nr. 187 sowie 24 Läufersteine                        | Gröditz (Karte)                                                                               | Etwa 1,50 m hohe, schlanke Sandsteinstele mit gegenüberliegend eingemeißelten Schriftfeldern für Nummer 187 und Länderkürzel KS/KP direkt auf der Grenzlinie, zugehörig 24 Läufersteine in unregelmäßigen Abständen auf der Grenzlinie. | 08972472 |
| Pilar Nr. 188 sowie 92 Läufersteine            | Pilar Nr. 188 sowie 92 Läufersteine                        | Gröditz (Karte)                                                                               | Pyramidenstumpf aus Sandstein (scharriert) mit Plinthe direkt auf der Grenzlinie, gegenüberliegend eingemeißelt Nummer 188 und Landeskürzel K.P./K.S., dazwischen 92 Läufersteine in unregelmäßigen Abständen. Partiell beschädigt oder verwittert, Beschriftung noch erkennbar. | 08959261 |
| Pilar Nr. 189                                  | Pilar Nr. 189                                              | Gröditz, Ortsteil Schweinfurth (Karte)                                                        | Pyramidenstumpf aus Sandstein mit Plinthe direkt auf der Grenzlinie. Inschrift mit Nummer 189 und Landeskürzel K.P./K.S. nicht mehr lesbar. | 08958935 |
| Pilar Nr. 190                                  | Pilar Nr. 190                                              | Gröditz, Ortsteil Schweinfurth (Karte)                                                        | Pyramidenstumpf aus Sandstein mit Plinthe direkt auf der Grenzlinie, gegenüberliegend eingemeißelt Nummer 190 und Landeskürzel K.P./K.S., zugehörig Läufersteine in unregelmäßigen Abständen auf der Grenzlinie. Stein stark zurückgewittert, Inschrift schlecht lesbar. | 08958936 |
| Pilar Nr. 192 sowie 22 Läufersteine            | Pilar Nr. 192 sowie 22 Läufersteine                        | Gröditz, Ortsteil Schweinfurth (Karte)                                                        | Pyramidenstumpf aus Sandstein mit Plinthe direkt auf der Grenzlinie, gegenüberliegend eingemeißelt Nummer 192 und Landeskürzel K.P./K.S., dazwischen 22 Läufersteine in unregelmäßigen Abständen. Landeskürzel nachträglich abgearbeitet und unkenntlich gemacht. | 08958938 |
| Nr. 193 sowie 18 Läufersteine                  | Nr. 193 sowie 18 Läufersteine                              | Gröditz, Ortsteil Schweinfurth (Karte)                                                        | Etwa 1,50 m hohe, schlanke, scharrierte Sandsteinstele mit allseitig eingemeißelten Schriftfeldern für Nummer 193 und Länderkürzel KS/KP direkt auf der Grenzlinie, dazwischen 18 Läufersteine in unregelmäßigen Abständen. Landeskürzel abgearbeitet und unkenntlich gemacht. | 08958940 |
| Pilar Nr. 194 sowie 20 Läufersteine            | Pilar Nr. 194 sowie 20 Läufersteine                        | Gröditz, Ortsteil Spansberg (Karte)                                                           | Etwa 1,50 m hohe, schlanke Sandsteinstele mit gegenüberliegend eingemeißelter Nummer 194 und Länderkürzel KS/KP direkt auf der Grenzlinie, dazwischen 20 Läufersteine in unregelmäßigen Abständen. | 08958941 |
| Pilar Nr. 195                                  | Pilar Nr. 195                                              | Gröditz, Ortsteil Nieska, Riesaer Straße 1 (Karte)                                            | Sandsteinstele mit gegenüberliegend eingemeißelten Schriftfeldern für Nummer (nachträglich entfernt) und Länderkürzel KS/KP direkt auf der Grenzlinie, stark aufgearbeitet. | 08958944 |
| Pilar Nr. 197                                  | Pilar Nr. 197                                              | Gröditz, Ortsteil Nieska (Karte)                                                              | Kein Einzeldenkmal. Nur noch das Fundament vorhanden. |          |
| Weitere Bilder                                 | Pilar Nr. 203                                              | Zeithain, Ortsteil Kreinitz (Karte)                                                           | Schlanke Sandsteinstele, ca. 1,50 m hoch, mit gegenüberliegend eingemeißelten Schriftfeldern für Nummer 203 und Länderkürzel KS/KP direkt auf der Grenzlinie Landeskürzel nachträglich abgearbeitet und unkenntlich gemacht. | 08958939 |
| Weitere Bilder                                 | Pilar Nr. 205                                              | Zeithain, Ortsteil Kreinitz (Karte)                                                           | Scharrierter Pyramidenstumpf aus Sandstein mit Plinthe direkt auf der Grenzlinie, gegenüberliegend eingemeißelt Nummer 205 und Landeskürzel K.P./K.S. Landeskürzel nachträglich abgearbeitet und unkenntlich gemacht. | 09305492 |
| Weitere Bilder                                 | Pilar Nr. 206                                              | Zeithain, Ortsteil Jacobsthal (Karte)                                                         | Pyramidenstumpf aus Sandstein mit Plinthe direkt auf der Grenzlinie, gegenüberliegend eingemeißelt Nummer 206 und Landeskürzel K.P./K.S. Stein stark verwittert und in seiner Form verunklärt, Inschriften nicht mehr lesbar. | 09305493 |
| Weitere Bilder                                 | Pilar Nr. 207                                              | Zeithain, Ortsteil Jacobsthal (Karte)                                                         | Pyramidenstumpf aus Sandstein mit Plinthe direkt auf der Grenzlinie, gegenüberliegend eingemeißelt Nummer 207 und Landeskürzel K.P./K.S. Stein stark verwittert und in seiner Form verunklärt, Inschriften nicht mehr lesbar. | 09305494 |
| Pilar Nr. 210                                  | Pilar Nr. 210                                              | Zeithain, Ortsteil Jacobsthal (Karte)                                                         | Vermutlich kein Einzeldenkmal. |          |
| Pilar Nr. 212                                  | Pilar Nr. 212                                              | Zeithain, Ortsteil Kreinitz (Karte)                                                           | Findling am Standort des ehemaligen Grenzsteins Nr. 212. Kein Einzeldenkmal. |          |

### Linkselbische Grenzsteine
| Bild                                                                        | Bezeichnung                                                                 | Lage                                                                    | Beschreibung | ID       |
| --------------------------------------------------------------------------- | --------------------------------------------------------------------------- | ----------------------------------------------------------------------- | --- | -------- |
| Pilar Nr. 3 sowie 30 Läufersteine                                           | Pilar Nr. 3 sowie 30 Läufersteine                                           | Liebschützberg, Ortsteil Laas (Karte)                                   | Pyramidenstumpf aus Sandstein mit Plinthe direkt auf der Grenzlinie, gegenüberliegend eingemeißelt Nummer 3 und Landeskürzel K.P./K.S., zugehörig 30 Läufersteine in unregelmäßigen Abständen auf der Grenzlinie. | 08973378 |
| Pilar Nr. 4 sowie 80 Läufersteine                                           | Pilar Nr. 4 sowie 80 Läufersteine                                           | Liebschützberg, Ortsteil Laas (Karte)                                   | Scharrierter Pyramidenstumpf aus Sandstein mit Plinthe direkt auf der Grenzlinie, gegenüberliegend eingemeißelt Nummer 4 und Landeskürzel K.P./K.S., 80 zugehörige Läufersteine in unregelmäßigen Abständen auf der Grenzlinie. | 08972654 |
| Weitere Bilder                                                              | Pilar Nr. 5 sowie ein Läuferstein                                           | Cavertitz, Ortsteil Schirmenitz (Karte)                                 | Pyramidenstumpf aus Sandstein mit Plinthe direkt auf der Grenzlinie, gegenüberliegend eingemeißelt Nummer 5 und Landeskürzel K.P./K.S., (mindestens) ein zugehöriger Läuferstein auf der Grenzlinie. | 08973377 |
| Pilar Nr. 6 sowie 42 Läufersteine                                           | Pilar Nr. 6 sowie 42 Läufersteine                                           | Cavertitz, Ortsteil Schirmenitz (Karte)                                 | Pyramidenstumpf aus Sandstein mit Plinthe direkt auf der Grenzlinie, gegenüberliegend eingemeißelt Nummer 6 und Landeskürzel K.P./K.S., zugehörig 42 Läufersteine in unregelmäßigen Abständen auf der Grenzlinie, 9 zugehörige Läufersteine wurden transloziert und um den Pilar aufgestellt. | 08973379 |
| Pilar Nr. 7 sowie 20 Läufersteine                                           | Pilar Nr. 7 sowie 20 Läufersteine                                           | Cavertitz, Ortsteil Treptitz (Karte)                                    | Scharrierter Pyramidenstumpf aus Sandstein mit Plinthe direkt auf der Grenzlinie, gegenüberliegend eingemeißelt Nummer 7 und Landeskürzel K.P./K.S., zugehörig 20 Läufersteine in unregelmäßigen Abständen auf der Grenzlinie, Stein sehr gut erhalten. | 08972532 |
| Pilar Nr. 8 sowie fünf Läufersteine                                         | Pilar Nr. 8 sowie fünf Läufersteine                                         | Cavertitz, Ortsteil Treptitz (Karte)                                    | Scharrierter Pyramidenstumpf aus Sandstein mit Plinthe direkt auf der Grenzlinie, gegenüberliegend eingemeißelt Nummer 8 und Landeskürzel K.P./K.S., zugehörig fünf Läufersteine in unregelmäßigen Abständen auf der Grenzlinie. Inschrift durch Verwitterung kaum noch lesbar. | 08973380 |
| Pilar Nr. 9 sowie 67 Läufersteine                                           | Pilar Nr. 9 sowie 67 Läufersteine                                           | Cavertitz, Ortsteil Treptitz (Karte)                                    | Scharrierter Pyramidenstumpf aus Sandstein mit Plinthe direkt auf der Grenzlinie, gegenüberliegend eingemeißelt Nummer und Landeskürzel K.P./K.S., zugehörig 67 Läufersteine in unregelmäßigen Abständen auf der Grenzlinie. Zahl und Inschrift nachträglich abgearbeitet und unkenntlich gemacht, Pilar ist auf einer Seite gerissen, ausgewittert und mit biogenem Bewuchs überzogen.                                                                             | 08973381 |
| Pilar Nr. 10 sowie 53 Läufersteine                                          | Pilar Nr. 10 sowie 53 Läufersteine                                          | Belgern-Schildau, Ortsteil Bockwitz (Karte)                             | | 08972655 |
| Pilar Nr. 11 sowie 29 Läufersteine                                          | Pilar Nr. 11 sowie 29 Läufersteine                                          | Belgern-Schildau, Ortsteil Lausa (Karte)                                | Scharrierter Pyramidenstumpf aus Sandstein mit Plinthe direkt auf der Grenzlinie, allseitig eingemeißelt Nummer 11 und Landeskürzel K.P./K.S., 29 zugehörige Läufersteine in unregelmäßigen Abständen auf der Grenzlinie Sandstein an den Kanten beschädigt und stark abgewittert, Inschriften noch lesbar. | 08972656 |
| Weitere Bilder                                                              | Pilar Nr. 13 sowie 30 Läufersteine                                          | Belgern-Schildau, Ortsteil Sitzenroda (Karte)                           | | 08972284 |
| Weitere Bilder                                                              | Pilar Nr. 14 sowie 13 Läufersteine                                          | Dahlen, Ortsteil Schmannewitz (Karte)                                   | Scharrierter Pyramidenstumpf aus Sandstein mit Plinthe direkt auf der Grenzlinie, gegenüberliegend eingemeißelt Nummer 14 und Landeskürzel K.P./K.S., 13 zugehörige Läufersteine in unregelmäßigen Abständen auf der Grenzlinie, unmittelbar daneben Länderstein Nummer 30. | 08972285 |
| Pilar Nr. 15 sowie 19 Läufersteine                                          | Pilar Nr. 15 sowie 19 Läufersteine                                          | Dahlen, Ortsteil Schmannewitz (Karte)                                   | Scharrierter Pyramidenstumpf aus Sandstein mit Plinthe direkt auf der Grenzlinie, gegenüberliegend eingemeißelt Nummer 15 und Landeskürzel K.P./K.S., 19 zugehörige Läufersteine in unregelmäßigen Abständen auf der Grenzlinie. | 08972283 |
| Weitere Bilder                                                              | Pilar Nr. 16 sowie 19 Läufersteine                                          | Belgern-Schildau, Ortsteil Sitzenroda (Karte)                           | | 08972286 |
| Pilar Nr. 17 sowie fünf Läufersteine                                        | Pilar Nr. 17 sowie fünf Läufersteine                                        | Belgern-Schildau, Ortsteil Sitzenroda (Karte)                           | Etwa 1,50 m hohe, schlanke Stele aus Rochlitzer Porphyrtuff mit gegenüberliegend eingemeißelten Schriftfeldern für Nummer 17 und Länderkürzel KS/KP direkt auf der Grenzlinie,zugehörig fünf Läufersteine in unregelmäßigen Abständen auf der Grenzlinie. | 08972659 |
| Pilar Nr. 19 sowie 36 Läufersteine                                          | Pilar Nr. 19 sowie 36 Läufersteine                                          | Belgern-Schildau, Ortsteil Sitzenroda (Karte)                           | Pyramidenstumpf aus Sandstein mit Plinthe direkt auf der Grenzlinie, allseitig eingemeißelt Nummer 19 und Landeskürzel K.P./K.S., zugehörig 36 Läufersteine in unregelmäßigen Abständen auf der Grenzlinie. | 09303411 |
| Pilar Nr. 20 sowie 18 Läufersteine                                          | Pilar Nr. 20 sowie 18 Läufersteine                                          | Belgern-Schildau, Ortsteil Schildau (Karte)                             | Scharrierter Pyramidenstumpf aus Sandstein mit Plinthe direkt auf der Grenzlinie, gegenüberliegend eingemeißelt Nummer 20 und Landeskürzel K.P./K.S., zugehörig 18 Läufersteine in unregelmäßigen Abständen auf der Grenzlinie. | 09303410 |
| Pilar Nr. 22 sowie acht Läufersteine                                        | Pilar Nr. 22 sowie acht Läufersteine                                        | Belgern-Schildau, Ortsteil Schildau (Karte)                             | Scharrierter Pyramidenstumpf aus Sandstein mit Plinthe direkt auf der Grenzlinie, gegenüberliegend eingemeißelt Nummer 22 und Landeskürzel K.P./K.S., zugehörig acht Läufersteine in unregelmäßigen Abständen auf der Grenzlinie. | 09303409 |
| Pilar Nr. 24 (linkselbisch, Kopie an neuem Standort, sowie 35 Läufersteine) | Pilar Nr. 24 (linkselbisch, Kopie an neuem Standort, sowie 35 Läufersteine) | Belgern-Schildau, Ortsteil Schildau (Karte)                             | Ca. 1,50 m hohe, schlanke Stele aus Rochlitzer Porphyrtuff direkt auf der Grenzlinie, gegenüberliegend eingemeißelt Nummer 24 und Landeskürzel KP/KS, zugehörig 35 Läufersteine in unregelmäßigen Abständen auf der Grenzlinie. | 08972657 |
| Pilar Nr. 24X (linkselbisch, sowie 57 Läufersteine)                         | Pilar Nr. 24X (linkselbisch, sowie 57 Läufersteine)                         | Lossatal, Ortsteil Thammenhain (Karte)                                  | Pilarstumpf Nr. 24X sowie 57 Läufersteine, In den alten, topografischen Karten ist dieser beschädigte Grenzstein unter der Nummer 24X verzeichnet. Nach diesem Grenzstein beginnt die Läuferstein-Nummerierung wieder mit 1. | 08972657 |
| Pilar Nr. 25 sowie Läufersteine                                             | Pilar Nr. 25 sowie Läufersteine                                             | Doberschütz, Ortsteil Mölbitz (Karte)                                   | Verbleib unklar, mehrere Läufersteine erhalten |          |
| Pilar Nr. 26 sowie Läufersteine                                             | Pilar Nr. 26 sowie Läufersteine                                             | Doberschütz, Ortsteil Mölbitz (Karte)                                   | Verbleib unklar, mehrere Läufersteine erhalten |          |
| Pilar Nr. 27 sowie 42 Läufersteine                                          | Pilar Nr. 27 sowie 42 Läufersteine                                          | Thallwitz, Ortsteil Bölitz, Collmer Weg (Karte)                         | | 08972485 |
| Pilar Nr. 28                                                                | Pilar Nr. 28                                                                | Thallwitz (Karte)                                                       | Etwa 1,50 m hohe, schlanke Stele aus Rochlitzer Porphyrtuff mit eingemeißeltem Schriftfeld für Nummer und Länderkürzel KS/KP direkt auf der Grenzlinie. Die Nummer 28 im Schriftfeld wurde nachträglich entfernt, eine Seite trägt die Inschrift: „XLIV“ (44.), was auf eine Zweitverwendung des Steines hindeutet. | 08972307 |
| Pilar Nr. 29 sowie 66 Läufersteine                                          | Pilar Nr. 29 sowie 66 Läufersteine                                          | Thallwitz, Ortsteil Kollau (Karte)                                      | Anmerkung: Nur noch Rest vorhanden. | 08972517 |
| Weitere Bilder                                                              | Läufersteine zu Pilar Nr. 30                                                | Jesewitz, Ortsteil Kossen (Karte)                                       | Pilar Nummer 30 ist verschollen. | 08965823 |
| Pilar Nr. 31 sowie 74 Läufersteine                                          | Pilar Nr. 31 sowie 74 Läufersteine                                          | Machern, Ortsteil Püchau, Hauptstraße 36; 38 (hinter) (Karte)           | Etwa 1,50 m hohe, schlanke Porphyrtuffstele mit gegenüberliegend eingemeißelten Schriftfeldern für Nummer 31 und Länderkürzel KS/KP (Inschriften nachträglich abgearbeitet, nicht mehr lesbar), direkt auf der Grenzlinie, Stele stark abgewittert, zugehörig 74 Läufersteine in unregelmäßigen Abständen auf der Grenzlinie. Nebenstehender Stein: bezeichnet „No 41, 1784“, Rückseite „... RIC“, Sandstein, halbrunder Abschluss (vermutlich älterer Grenzstein). | 08973027 |
| Pilar Nr. 32 sowie 33 Läufersteine                                          | Pilar Nr. 32 sowie 33 Läufersteine                                          | Machern, Ortsteil Püchau, Hauptstraße (Karte)                           | Etwa 1,50 m hohe, schlanke Stele aus Porphyr mit gegenüberliegend eingemeißelten Inschriften (Nummer 32 und Länderkürzel KS/KP) direkt auf der Grenzlinie, zugehörig 33 Läufersteine in unregelmäßigen Abständen auf der Grenzlinie. Obelisk auf freier Feldflur stehend, stark verwittert, Läufersteine wegen Landwirtschaft nicht mehr alle vorhanden. | 08973009 |
| Weitere Bilder                                                              | Läufersteine zu Pilar Nr. 33                                                | Jesewitz, Ortsteil Pehritzsch (Karte)                                   | Pilar Nummer 33 ist verschollen. | 08965607 |
| Weitere Bilder                                                              | Läufersteine zu Pilar Nr. 34                                                | Jesewitz, Ortsteil Pehritzsch (Karte)                                   | Pilar Nummer 34 ist verschollen. | 08965607 |
| Weitere Bilder                                                              | Läufersteine zu Pilar Nr. 36                                                | Jesewitz, Ortsteil Gordemitz (Karte)                                    | Pilar Nummer 36 ist verschollen. |          |
| Weitere Bilder                                                              | Pilar Nr. 37 sowie neun Läufersteine                                        | Jesewitz, Ortsteil Gordemitz (Karte)                                    | Reststück eines sächsisch-preußischen Pilars aus Rochlitzer Porphyrtuff, es sind keine Inschriften mehr erkennbar, zugehörig sind 9 Läufersteine in unregelmäßigen Abständen auf der Grenzlinie. Reststück eines sächsisch-preußischen Pilars aus Rochlitzer Porphyrtuff, es sind keine Inschriften mehr erkennbar, zugehörig sind neun Läufersteine in unregelmäßigen Abständen auf der Grenzlinie.                                                                | 08973310 |
| Weitere Bilder                                                              | Läufersteine zu Pilar Nr. 39                                                | Krostitz (Karte)                                                        | Pilar Nummer 39 ist verschollen. | 08965818 |
| Weitere Bilder                                                              | Läufersteine zu Pilar Nr. 41                                                | Krostitz, Ortsteil Zschölkau (Karte)                                    | Pilar Nummer 41 ist verschollen. |          |
| Pilar Nr. 42 sowie 90 Läufersteine                                          | Pilar Nr. 42 sowie 90 Läufersteine                                          | Rackwitz, Ortsteil Podelwitz (Karte)                                    | Fragment (Stumpf) einer schlanken Stele aus Rochlitzer Porphyrtuff, der Grenzstein ist abgebrochen, Inschriften (Nummer, Landeskürzel) sind nicht mehr vorhanden, 90 zugehörige Läufersteine in unregelmäßigen Abständen auf der Grenzlinie. | 09257247 |
| Weitere Bilder                                                              | Pilar Nr. 43 sowie 48 Läufersteine                                          | Rackwitz, Ortsteil Podelwitz (Karte)                                    | Ca. 1,50 m hohe, schlanke Stele aus Rochlitzer Porphyrtuff mit eingemeißelter Nummer 43 direkt auf der Grenzlinie, zugehörig 48 Läufersteine in unregelmäßigen Abständen auf der Grenzlinie. Der Stein ist an den Kanten stark abgewittert, die Zahl scheint nachträglich wieder hervorgehoben worden zu sein (sie entspricht nicht dem Duktus der sonstigen Pilare), Länderkürzel K.S. oder K.P. sind nicht erhalten.                                              | 08973312 |
| Pilar Nr. 49                                                                | Pilar Nr. 49                                                                | Schkeuditz (Karte)                                                      | Anmerkung: fehlt in der Denkmalliste. |          |
| Pilar Nr. 50                                                                | Pilar Nr. 50                                                                | Böhlitz-Ehrenberg, Lützschenaer Straße 200 (beim Schlobachshof) (Karte) | Anmerkung: fehlt in der Denkmalliste. |          |
| Pilar Nr. 56                                                                | Pilar Nr. 56                                                                | Markranstädt, Ortsteil Quesitz (Karte)                                  | | 08972479 |
| Pilar Nr. 58                                                                | Pilar Nr. 58                                                                | Markranstädt, Ortsteil Räpitz (Karte)                                   | Sandsteinkubus mit gegenüberliegend eingemeißelter Nummer 58 und Länderkürzel KS/KP direkt auf der Grenzlinie. | 09305500 |
| Pilar Nr. 61, jetzt im Museum am Völkerschlachtdenkmal in Leipzig           | Pilar Nr. 61, jetzt im Museum am Völkerschlachtdenkmal in Leipzig           | ehemals bei Zwenkau                                                     | Anmerkung: Vermutlich kein Einzeldenkmal. |          |
| Pilar Nr. 62                                                                | Pilar Nr. 62                                                                | Zwenkau (Karte)                                                         | Die schlanke Sandsteinstele mit gegenüberliegend eingemeißelter Nummer 62 und dem Länderkürzel KS/KP direkt auf der Grenzlinie, zugehörig 27 Läufersteine in unregelmäßigen Abständen auf der Grenzlinie. Das Landeskürzel wurde nachträglich abgearbeitet und unkenntlich gemacht. | 09305502 |
| Pilar Nr. 63                                                                | Pilar Nr. 63                                                                | Zwenkau, Ortsteil Mausitz (Karte)                                       | Eine schlanke Sandsteinstele mit gegenüberliegend eingemeißelter Nummer 63 und Länderkürzel KS/KP direkt auf der Grenzlinie, der Stein ist stark verwittert, die Inschriften sind nicht mehr erkennbar. | 09305503 |
| Weitere Bilder                                                              | Pilar Nr. 69                                                                | Elstertrebnitz, Ortsteil Oderwitz (Karte)                               | Schlanke, oben abgerundete Sandsteinstele mit gegenüberliegend eingemeißelter Nummer 69 und Länderkürzel KS/KP. Grenzstein wurde versetzt, da er im Bergbaugebiet lag, Länderkürzel nicht erkennbar. | 09305504 |
| Weitere Bilder                                                              | Pilar Nr. 70                                                                | Elstertrebnitz, Ortsteil Oderwitz (Karte)                               | Sandsteinkubus mit gegenüberliegend eingemeißelten Schriftfeldern für Nummer 70 und Länderkürzel KS/KP direkt auf der Grenzlinie. Stein stark verwittert, Inschriften nicht mehr erkennbar. | 09305505 |
| Pilar Nr. 71                                                                | Pilar Nr. 71                                                                | Elstertrebnitz, Ortsteil Oderwitz (Karte)                               | Anmerkung: Vermutlich kein Einzeldenkmal. |          |
| Weitere Bilder                                                              | Pilar Nr. 72 sowie 106 Läufersteine                                         | Groitzsch, Ortsteil Löbnitz-Bennewitz (Karte)                           | | 09305506 |
| Pilar Nr. 73                                                                | Pilar Nr. 73                                                                | Groitzsch, Ortsteil Auligk (Karte)                                      | | 09305507 |
| Weitere Bilder                                                              | Pilar Nr. 76                                                                | Groitzsch, Ortsteil Maltitz (Karte)                                     | | 09305508 |